# Galeries Lafayette
Galeries Lafayette is een Franse warenhuisketen die eigendom is van de Groupe Galeries Lafayette. In meer dan vijftig grote Franse steden is een warenhuis van Lafayette aanwezig. Daarnaast zijn er buitenlandse vestigingen in onder meer Duitsland, Dubai en China.
Het bekendste en meest prestigieuze filiaal is gelegen in het 9e arrondissement van Parijs. Het staat aan de Boulevard Haussmann, een van de belangrijkste winkelstraten in Parijs. Vanaf het dak van Galeries Lafayette heeft men een weids uitzicht over Parijs. In dit tien verdiepingen tellende warenhuis worden meer dan 75 000 merken aangeboden en bevinden zich meerdere restaurants en bars. Het gebouw is een stadsmonument.

## Geschiedenis

### Beginjaren
In 1893 openden de Elzasser-joodse kooplieden Théophile Bader en zijn neef Alphonse Kahn een "noviteitenwinkel" die ze hadden overgenomen. De winkel op de hoek van de Rue La Fayette en de Rue de la Chaussée d'Antin had een oppervlakte van 70 m² en kreeg de naam "Les Galeries". De winkel werd geleidelijk uitgebreid met de aankoop van het hele gebouw drie jaar na de opening, waarna deze werd omgedoopt tot "Galeries Lafayette". In 1905 werden panden aan de Boulevard Haussmann 38, 40 en 42 en aan de Rue de la Chaussée dÁntin 15 verworven. In 1905 werd de onderneming Société anonyme des Galeries Lafayette, opgericht, waarvan Bader president werd. In 1912 ging Kahn met pensioen en verkocht zijn aandeel aan Bader.
De onderneming kocht meer vastgoed aan de Bouleevard Haussmann en Bader maakte plannen voor een compleet nieuw warenhuis. In 1912 werd het nieuwe pand van 5 verdiepingen en een oppervlakte van 3.000 m² geopend met de reusachtige koepel van glas in lood gebouwd door de architect Ferdinand Cahnautin en glaskunstenaar Jacques Grüber. In 1914 had het warenhuis meer dan 1000 medewerkers. De postorderactiviteiten die het sinds 1905 had waren goed voor een kwart van de omzet.
Vanwege het succes van de winkel in Parijs besloten de neven om de formule te exporteren naar het buitenland. De schoonzonen van de eigenaren hadden via hun onderneming Paris-Maroc in het centrum van de Casablanca een nieuw pand gebouwd aan de Place de France. Op de begane grond werd een winkel "Nouvelles Galeries" geopend met het onderschrift 'Filiaal van Galeries Lafayette Paris".  
In 1916 opende Galeries Lafayette een winkel in Nice en een paar jaar later, in 1919, werd het warenhuis Les Grands Magasins de Cordeliers in Lyon overgenomen. 

### De jaren 1920
In 1919 trad Raoul Meyer, de schoonzoon van Bader, toe tot de leiding van het bedrijf en in 1926 trad Max Heilbronn, een andere schoonzoon van Bader toe tot de leiding. Tot het moment dat Bader ernstig ziek werd in 1935 had het drietal de leiding. Raoul en Max leiden het bedrijf daarna verder met zijn tweeën. 
In de jaren 1920 breidde de vlaggenschipwinkel zich steeds verder uit naar de Rue Mogador en de Rue de Province. In 1923 werd in winkel in Nantes geopend gevolgd door de opening van een filiaal in Montpeillier in 1926. De postorderactiviteiten werden samengevoegd met een netwerk van agentschappen in heel Frankrijk. Dit alles leidde ertoe dat Galeries Lafayette in 1930 op La Samaritaine na het grootste warenhuisconcern van Frankrijk was geworden.
In 1931 en 1932 richtte Galeries Lafayette nieuwe volkswarenhuizen op. Eind 1931 werd de dochteronderneming La Nouvelle Maison opgericht die twee winkels onder de naam Lanoma exploiteerde in Parijs. In 1932 werd Monoprix opgericht dat winkels in de provincie exploiteerde. Al snel werden de Lanoma-winkels omgedoopt tot Monoprix, waanra de dochteronderneming werd omgedoopt tot Société Anonyme des Monoprix. Voor de inkoop van producten werd in 1932 de inkooporganisatie Sociéte Central d'Achats opgericht. 
De volkswarenhuizen van Monoprix hadden een moeilijke beginperiode en draaiden verliezen. Max Heilbronn reisde vaak naar Londen om inspiratie op te doen bij de vergelijkbare winkels van Woolworth en Marks & Spencer. In 1935 verbeterde de situatie van Monoprix, waarna de keten bleef uitbreiden tot 1938. In dat jaar trad een wet in werking die de opening van nieuwe eenheidsprijzenwinkels verbood. Hierdoor werd de ontwikkeling van de eigen winkels vertraagd. Andere detaillisten werden echter aangemoedigd om zich aan te sluiten bij de inkooporganisatie van Monoprix. Dit leidde ertoe dat er 1938 38 Monoprix-winkels waren waarvan twaalf eigen winkels. 

### Tweede Wereldoorlog
Doordat de eigenaren van Galeries Lafayette een joodse achtergrond hadden, was de Tweede Wereldoorlog en leed het bedrijf zwaar onder de Duitse bezetting van Frankrijk. In 1940 werd de leiding van het bedrijf als gevolg van arisering gedwongen afgestaan aan Franse collaborateurs, die met het Duitse regime collaboreerden. Raoul Meyuer dook onder in onbezet gebied en Max Heilbronn nam deel aan het verzet nadat hij in het Franse leger had gediend. Op 12 juni 1943 werd Heillbronn opgepakt en op 3 januari 1944 gedeporteerd naar het concentratiekamp Buchenwald. Bader, de oprichter van het bedrijf, stierf in 1942.

### Periode 1945-1970
Aan het einde van de Tweede Wereldoorlog bouwden Meyer en Heilbron, die samen 80 procent van de onderneming bezaten, het bedrijf weer op. ZIj kregen in 1947 versterking van Etienne Moulin, die met de dochter van Max Heilbronn was gehuwd, nadat hij eerder geholpen had om het leven van Max Heilbron te sparen in Buchenwald. Na de oorlog lag de focus op de uitbreiding van filialennetwerk van Monoprix. Dit leidde ertoe dat er in 1950 60 filialen waren, waarvan de helft eigendom en de andere helft uit aangesloten bedrijven bestond. In 1960 was dit aantal uitgegroeid tot 200 winkels en in 1965 was het aantal uitgegroeid tot 235, waarvan er 85 in eigendom waren. Van de aangesloten filialen behoorden er 44 direct of indirect toe aan de warenhuisgroep Les Nouvelles Galeries Réunies, die in 1952 tot de inkooporganisatie Société Central d'Achats. Via Monoprix verwierf Galeries Lafayette een aandeel van 14 procent in Les Nouvelles Galeries Réunies. 
Een flinke uitbreiding van de vlaggenshipwinkel aan de Boulevard Haussmann was een groot succes. Bovenop het uit 1912 daterende gebouw werden twee extra verdiepingen gebouwd. In 1961 werd een uitbreiding gemaakt aan de Rue Mogador en de Boulevard Haussmann. In 1969 werd een nieuwe winkel Lafayette 2 geopend aan de andere kant van de Rue Mogador, die middels een brug werd verbonden met de oude winkel. In deze nieuwe winkel werd ook een filiaal van Monoprix ondergebracht. Onder de nieuwe winkel werd een ondergrondse parkeergarage gerealiseerd, hetgeen belangrijk was in deze periode met een toenemend autobezit. Aan het einde van 1969 werd een doe-het-zelfzaak geopend van zo'n 1000 m²  op de hoek van de Rue Lafayette en de Chaussee d'Antin, op de locatie waar Kahn en Bader bijna 75 jaar eerder hun eerste winkel hadden geopend. De doe-het-zelfafdeling was echter geen groot succes.  
In 10 jaar tijd was de vlaggenschipwinkel met een derde vergoot tot 44.000 m².

### Overname van Les Nouvelles Galeries
Begin 1991 nam het management van Galeries Lafayette het besluit om een bod uit te brengen op een meerderheidsbelang in de concurrerende warenhuisgroep Les Nouvelles Galeries (Société Françcedilse des Nouvelles Galeries Réunies), waar het warenhuis al sinds 1952 aandelen in had via haar dochteronderneming Monoprix. Dit aandelenbelang bedroeg oorspronkelijk 14 % en was uitgegroeid tot 22 %. In 1990 had Les Nouvelles Galeries een omzet van FFr 19 miljard met een netto resultaat van FFr 169 miljoen tegenover FFr 16,5 miljard met een netto resultaat van FFr 144 miljoen voor Galeries Lafayette.
Begin 1991 besloot de Zweedse investeringsgroep Proventus om zijn belang van 25,6 procent in Les Nouvelles Galeries te verkopen. Een deel van dit belang werd door Galeries Lafayette overgenomen, waarmee haar belang uitkwam op 39,2 procent. Galeries Lafayette gaf aan dat het de controle over Les Nouvelles Galeries en het management niet wilde veranderen. De Franse beurscommissie oordeelde dat zodra de Galeries Lafayette een belang van meer dan een derde had in Nouvelles Galeries, ze een bod op de overige aandelen moest doen. Galeries Lafayette had een deel van zijn belang kunnen verkopen en zich terug kunnen trekken, maar koos ervoor om Les Nouvelles Galeries volledig over te nemen.
De Groupe Nouvelles Galeries was eigenaar van de grootste warenhuisketen van provinciale warenhuizen in Frankrijk, met 56 winkels, 31 doe-het-zelf- en tuincentra, 43 Vetland-discountkledingwinkels en had een meerderheidsbelang van 85 procent in Uniprix en een meerderheidsbelang van 50,04 procent in de warenhuisgroep Bazar de l'Hôtel de Ville. Daarnaast was de groep meerderheidsaandeelhouder in de particuliere consumentenkredietverlener Cofinoga. De Groupe Nouvelles Galeries en haar dochterondernemingen hadden bijna 18.500 werknemers in dienst.

### Expansie in het buitenland
Begin jaren 1990 ging het slecht met de detailhandel en in het bijzonder met de warenhuizen. Desondanks begon Galeries Lafayette aan een internationale expansie en opende nieuwe winkels in Singapore, Moskou en New York. Gebukt onder een recessie, onrendabele winkels en fusiekosten daalde de omzet van Galeries Lafayette van FFr 33 miljard in 1991 tot minder dan FFr 29 miljard in 1995 en had een miljoenenverlies in 1995. Nadat Galeries Lafayette de onrendabele verkooppunten in Frankrijk had afgestoten, evenals de winkels in New York en Singapore, boekte Galeries Lafayette in 1996 weer een winst van FFr 550 miljoen op vrijwel gelijkblijvende verkopen.
De warenhuisketen hield 56 warenhuizen in Frankrijk over. Met de opening van een warenhuis in Berlijn in 1996 begon een nieuwe internationale expansie. Er werden filialen geopend in Dubai, Jakarta, Beijing, Istanboel, Luxemburg, Shanghai en er werden nieuwe filialen gepland in Koeweit en een tweede in Istanboel. De prioriteiten voor verdere expansie gaan naar China (bij voorkeur in partnerschap met een lokale partij en met het doel om tien vestigingen in de volgende vijf tot zeven jaar te openen) en het Midden-Oosten (door middel van franchise), met de focus op Doha.

### 'Ambitions 2020'
In 2015 werd het flink verlieslatende warenhuis in Béziers gered van de sluiting door een overname als franchisefiliaal. Het exploitatie kwam in handen van van Socri Reim en Planet'Indigo, die beide gelijkwaardig aandeelhouder werden. Vier jaar later was het weer winstgevend. Socri Reim zou het vastgoed na een aantal jaren exploitatie overnemen van de stad Béziers.
In 2018 kondigde Galeries Lafayette aan 22 winkels, die voornamelijk gelegen waren in de centra van provinciesteden, te verkopen aan Financière Immobilière Bordelais van de zakenman Michel Ohayon. De warenhuizen zouden verder geëxploiteerd worden als franchisefilialen van Galeries Lafayette. De 900 betrokken medewerkers zouden worden overgenomen en het behoud van de meeste voorwaarden en sociale voordelen zouden gegarandeerd worden. Met deze transactie zouden middelen beschikbaar komen voor de transformatie van het bedrijfsmodel van Galeries Lafayette, terwijl een groot netwerk van warenhuizen behouden blijft. De warenhuizen die verkocht werden zijnde filialen in Agen, Amiens, Angoulême, Bayonne, Beauvais, Belfort, Besançon, Caen, Cannes, Cahlon-sur-Saône, Chambéry, Dax, La Roche-sur-Yon, La Rochelle, Libourne, Lorient, Mautauban, Niort, Rouen, Saintes, Tarbes en Toulon.

### Covid-19 periode
Zoals bij veel bedrijven had de Covid-19-pandemie een aanzienlijke invloed op de bedrijfsvoering. De cumulatieve sluitingen tijdens de twee lockdownperiodes in Frankrijk, voor in totaal 100 dagen, en de bijna totale afwezigheid van toeristen in Frankrijk, zorgden op jaarbasis voor een omzetdaling van ongeveer 1,7 miljard euro. Het bedrijf vroeg en kreeg echter aan het eind van het jaar 2020 een door de staat gegarandeerde lening van € 300 miljoen om de onderneming door deze moeilijke periode heen te helpen. Daarbij werd in januari 2021 een plan aangekondigd, waarbij 189 banen verloren gingen binnen het hoofdkantoor en door de sluiting van de 11 reisbureaus Galeries Lafayette Voyages. Op 4 januari 2022 werden de reisbureaus geschrapt uit het register van geregistreerde reisorganisatoren wegens stopzetting van de activiteit.
In 2021, als 30% van de warenhuizen gesloten is, schatte de groep dat de omzet pas in 2024 weer het niveau van vóór de crisis, in 2019, kan bereiken. In augustus 2021 kondigde Galeries Lafayette het afstoten van een aantal warenhuizen aan. Een zevental warenhuizen (Angers, Dijon, Grenoble, Le Mans, Limoges, Orléans en Reims) werd verkocht aan de Société des Grands Magasins. Op 3 mei 2022 was de overname een feit en was zowel het vastgoed als de exploitatie in handen van de Société des Grands Magasins. Drie andere winkels (Pau, Rosny en Tours) werden verkocht aan de Financière Immobilière Bordelaise. De winkel in Avignon ging naar Socri Reim, de exploitant die al het filiaal in Béziers exploiteerde.
In augustus 2022 was de omzet van de flagshipstore aan de Boulevard Haussmann in het eerste halfjaar iets lager dan in 2019. Deze stijging werd mogelijk gemaakt door te focussen op zowel de lokale klanten als het terugkerende deel van de internationale toeristen (exclusief China).
Eind 2022 maakte de warenhuisketen bekend vestigingen te openen in India. In een partnerschap met de Indiase groep Aditya Birla worden vestigingen geopend in Delhi (opening in 2025) en Mumbai (opening in 2024).

## Filialen in Parijs

### Galeries Lafayette Haussmann

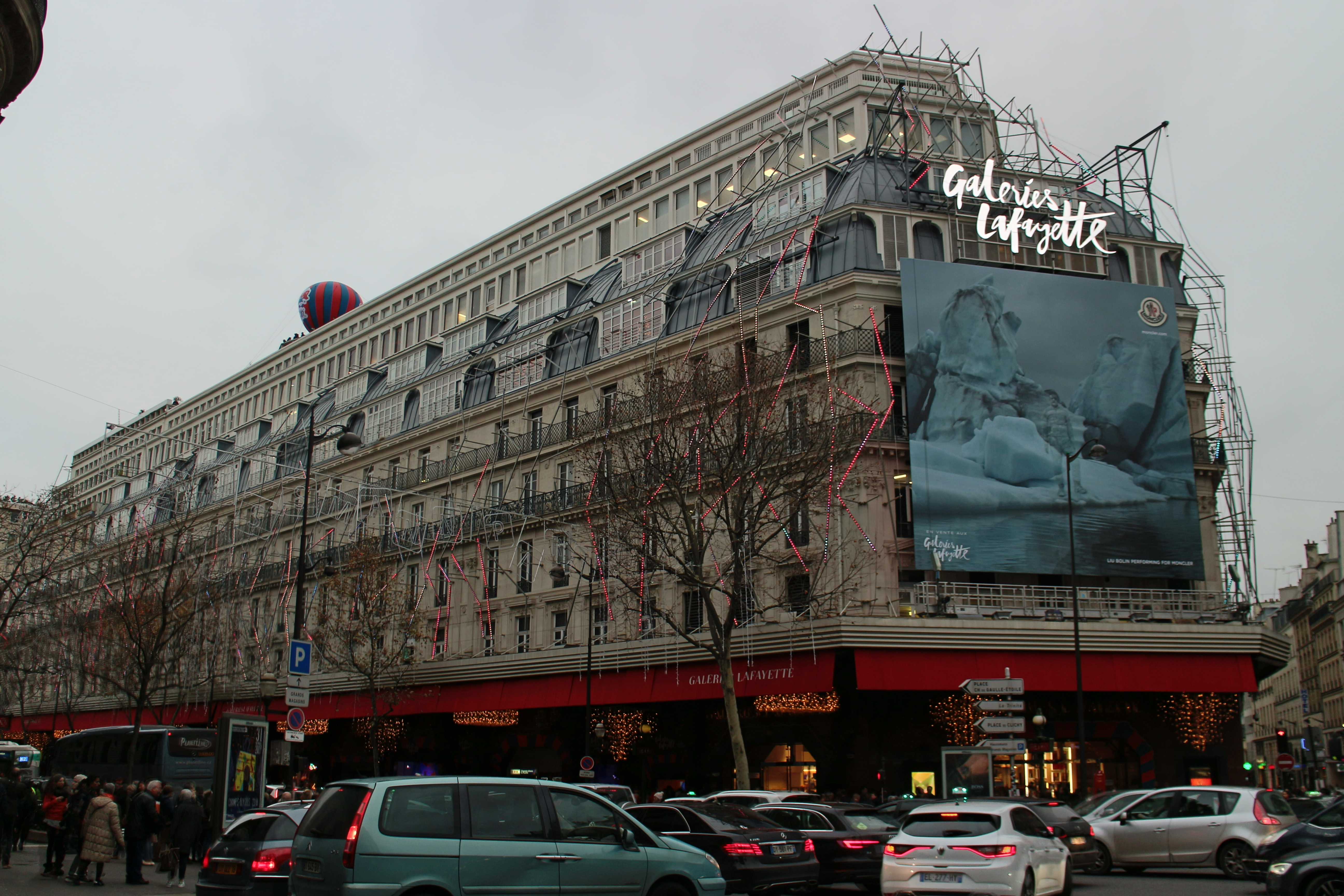
Galeries Lafayette - Parijs Haussmann (in 2017)

Galeries Lafayette Haussmann is de vlaggenschipwinkel van de warenhuisketen en is gelegen aan de Boulevard Haussmann in het 9e arrondissement van Parijs. Deze vestiging is verdeeld over vier gebouwen die onderling met elkaar verbonden zijn. De verschillende gebouwen hebben elk een thema (Coupole, L'Homme, Maison en Gourmet).
In 1894 openden Bader en Kahn de winkel Les Galeries Lafayette op de hoek van de rue La Fayette en de rue de la Chaussée-d'Antin, De winkel was ideaal gelegen nabij de Opéra Garnier, de Grands Boulevards en het station Gare Saint-Lazare. Al snel trok de winkel kantoorpersoneel en de lagere en middenklasse aan. In 1896 kocht het bedrijf het volledige gebouw aan de rue La Fayette 1 en, in 1903, de gebouwen aan de boulevard Haussmann 38, 40 en 42, evenals de rue de la Chaussée-d'Antin 15. Georges Chedanne en vervolgens Ferdinand Chanut waren verantwoordelijk voor de indeling van deze nieuwe panden. Op 8 oktober 1912 werd de immense cirkelvormige Art Nouveau- koepel  ingehuldigd met een hoogtepunt op 43 meter boven de grond. Deze glazen koepel rust op tien betonnen pilaren. Théophile Bader gebruikte graag voor die tijd zeer moderne materialen, waaronder beton voor de verdiepingen. De versieringen zijn gemaakt door meesters van de school van Nancy: Édouard Schenck ontwierp de metalen balken gebeeldhouwd met bloemmotieven); Jacques Grüber de neo-Byzantijnse glas-in-loodramen en Louis Majorelle het ijzerwerk op de balkons en driedubbele trappen.
In 1908 werd de eerste winkel aan de Boulevard Haussmann geopend en in oktober 1912 werd de nieuwe winkel ingehuldigd. Het warenhuis betond uit 96 afdelingen, een theesalon, een bibliotheek en een kapsalon en had heeft vijf verdiepingen, balkons en een grote koepel. Deze koepel, geïnspireerd door de Byzantijnse stijl, is 33 meter hoog en bestaat uit tien geschilderde glas-in-loodramen in een stalen kozijn dat rijkelijk voorzien was van bloemmotieven. De balustrades op de onderste verdiepingen waren versierd met gebladerte. Volgens de wens van Théophile Bader overspoelt een gouden licht, dat uit de koepel komt, de grote zaal, met zijn hoofdtrap, en laat de koopwaar schitteren. Op het dan van het gebouw kon men vanaf een panoramaterras uitkijken over Parijs. Tussen 1952 en 1956 werden de eerste roltrappen geplaatst en werden de atriums verwijderd en twee verdiepingen toegevoegd. In 1969 werd aan de andere kant van de rue de Mogador een nieuwe winkel gebouwd, gereserveerd voor herenmode. Galeries Lafayette heeft zich gevestigd als een belangrijke speler in creatie en onthult elk seizoen nieuwe talenten door ze kleine boetiekjes in de winkel te bieden. Dit is het geval met onder andere Daniel Hechter, Pierre Cardin, Cacharel en Yves Saint Laurent. In 1974 werd het hoofdtrappenhuis afgebroken en in 1984 werd de centrale begane grond aangepast om prestigieuze winkels te openen. Vanaf 1975 bezetten de Galeries Lafayette Haussmann met hun  verkoopoppervlakte van 47.800 m 2 de eerste plaats in Frankrijk door een omzet te behalen die hoger lag dan die van de concurrenten. In 2009 werd in de 1e kelder een verkoopruimte voor damesschoenen geopend  met een oppervlakte van 3.000  m². In 2010 werd een Bordeauxthèque geopend, de grootste Bordeauxwijnen-kelder ter wereld met 1.500 soorten. In 2012, voor de honderdste verjaardag van de koepel en na de volledige reiniging, werd een nieuwelichtinstallatie van de kunstenaar Yann Kersalé geïnstalleerd. Tussen 2019 en 2021 werd het aandeel van de oppervlakte bestemd voor cafés en restaurants in het warenhuis verhoogd naar zo'n 20%.
Als gevolg van de Covid-19-pandemie was 2020 het slechtste jaar in de geschiedenis van de Parijse warenhuizen. Dit leidde ertoe dat zij hun strategie moesten herzien en zich meer moeten richten op meer Franse klanten, met name die uit Île-de-France en Parijs, terwijl de focus voordien lag op buitenlandse bezoekers en luxe. Hierbij is zo'n 60 % van de vloeroppervlakte verbouwd en is een derde groep roltrappen geplaatst in het hoofdgebouw om de toestroom van toeristen en lokale bewoners beter te leiden.

### Galeries Lafayette Montparnasse (gesloten)

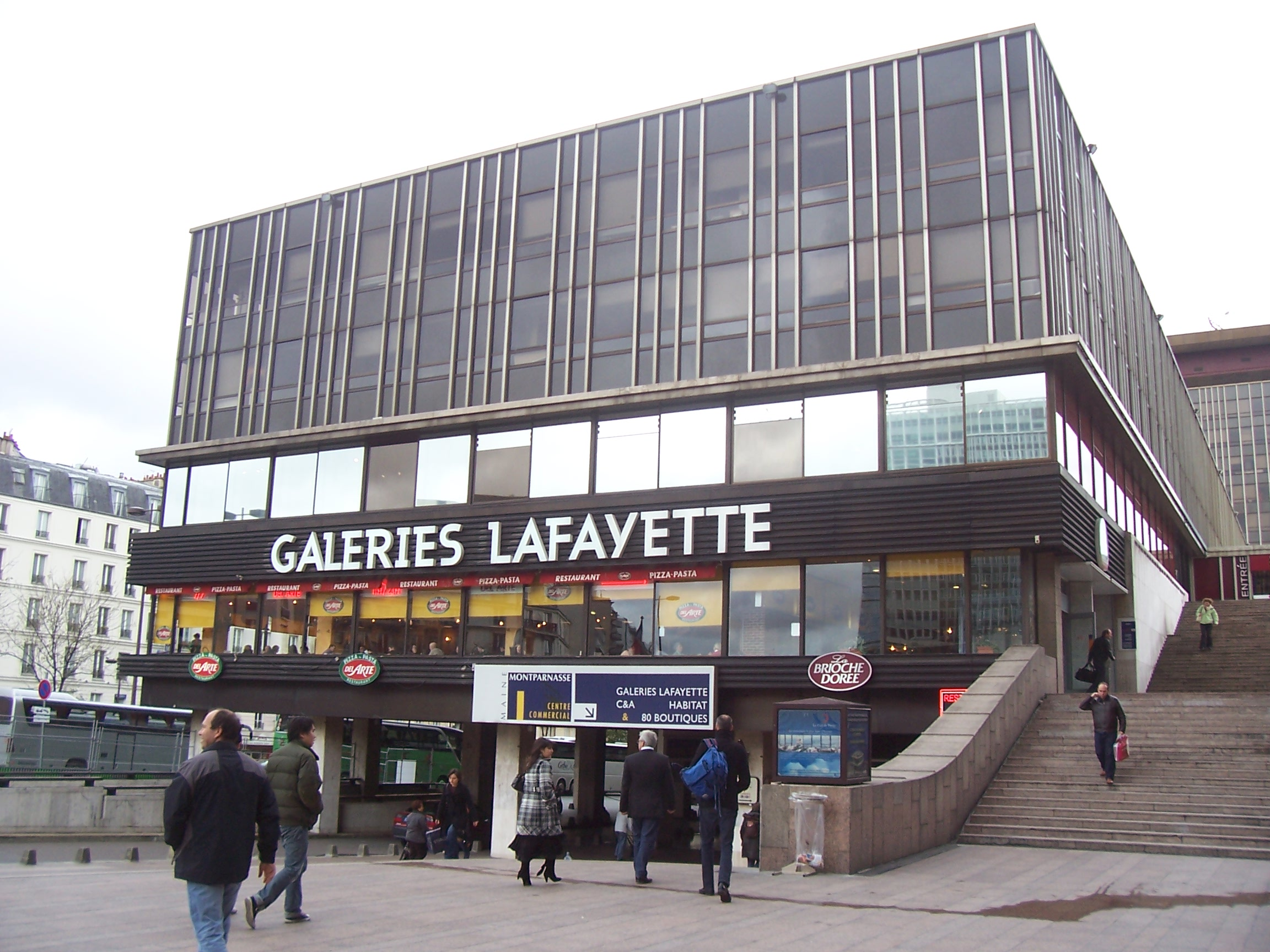
Galeries Lafayette Montparnasse, Parijs (2004)

Het filiaal Galeries Lafayette Montparnasse werd in 1972 geopend in 1972 aan de voet van de Tour Montparnasse, in het 15e arrondissement van Parijs aan de rue du Départ 22. Het warenhuis bevond zich op niveau 0 van het winkelcentrum Montparnasse Rive Gauche (vanaf 2015 Centre Commercial Montparnasse). In 2008 werd het warenhuis compleet gerenoveerd en begin november 2019 sloot het filiaal zijn deuren. Hiervoor in de plaats werd een filiaal geopend in het Centre Beaugrenelle.

### Galeries Lafayette Beaugrenelle
In het najaar van 2019 opende warenhuis Lafayette een filiaal in het winkelcentrum Beaugrenelle aan de rue Linois. Dit was ter vervanging van het filiaal Montparnasse dat eind 2019 sloot. Het warenhuis heeft een oppervlakte van 8.000 m² verdeeld over 4 verdiepingen en beschikt over een restaurant.

### Galeries Lafayette Champs-Élysees

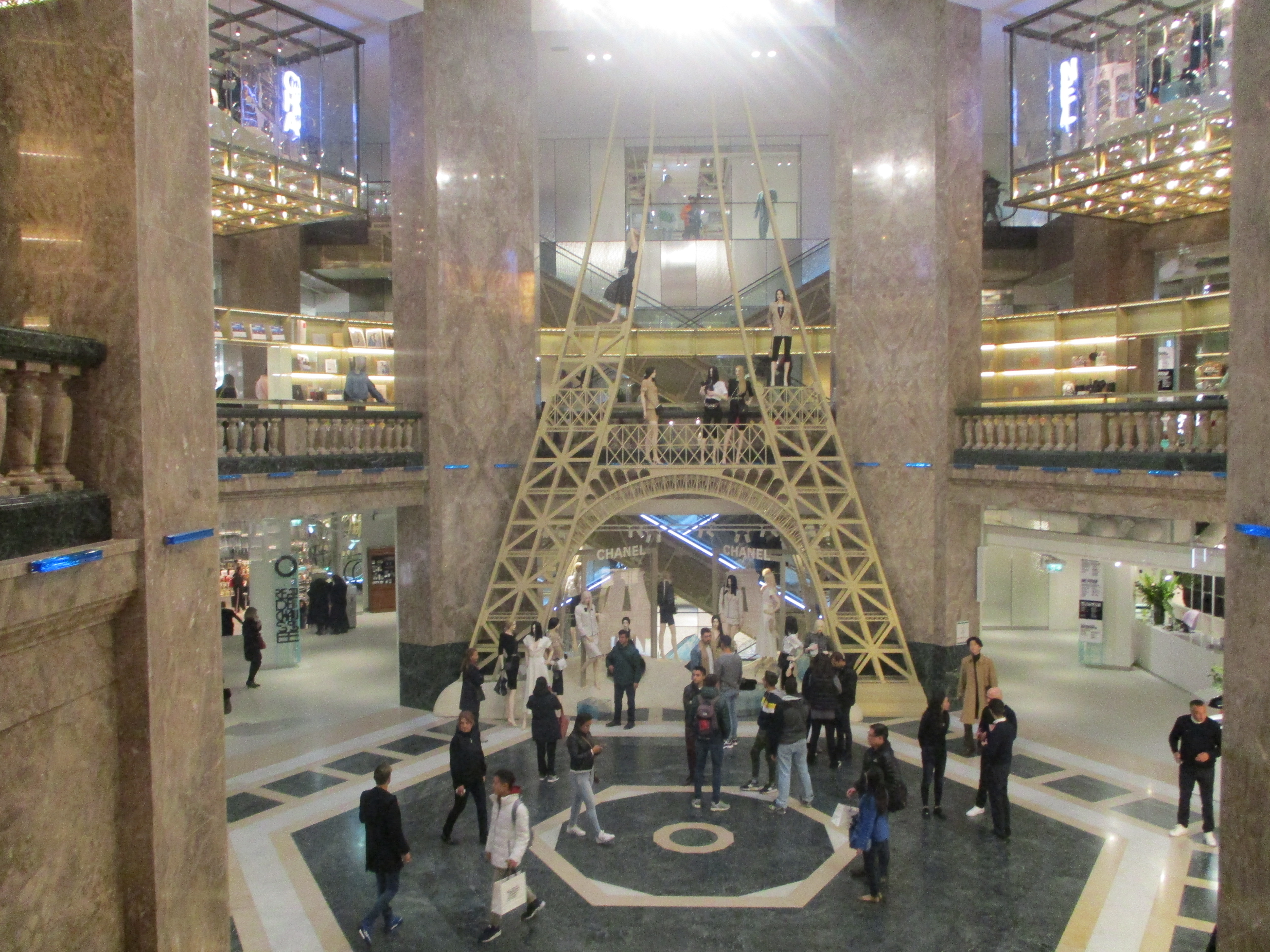
Interieur van Galeries Lafayette Champs-Élysées

Dit warenhuis is gevestigd aan de Avenue des Champs-Élysées 52-60, op de hoek met rue La Boétie. Het filiaal werd geopend op 27 maart 2019.
Het filiaal is gelegen op een perceel grond dat in 1927 werd gekocht door Theophile Bader. Het pand dat er stond werd steen voor steen afgebroken en verplaatst om plaats te maken voor een nieuw warenhuis. Maar de crisis van 1929 maakte een einde aan Baders ambities en de grond werd verkocht aan de Amerikaanse bank First Citybank of New York. Het bankgebouw in art decostijl naar een ontwerp van André Arfvidson werd gerealiseerd tussen 1929 en 1931. Het gebouw huisvestte het Franse hoofdkantoor van de Amerikaanse bank, maar ook luxe boetieks en kantoren.
Op de begane grond werd het gebouw doorsneden door de galerij Élysées-La-Boétie, een overdekte passage die de Avenue des Champs-Élysées verbindt met de rue La Boétie. De winkels bevonden zich in deze passage, evenals de Avenue des Champs-Élysées en Rue La Boétie. In een van de grote hallen op de begane grond bevindt zich het bankkantoor, bereikbaar vanaf de Champs-Élysées of vanaf de koepel van de winkelgalerij. In het souterrain werd het centrale deel van het gebouw ingenomen door een kluis die volledig in gewapend beton is opgetrokken en uit twee verdiepingen bestaat (de eerste kelder voor de klanten en de tweede voor de bank). Op de eerste verdieping bevonden zich de publieksdiensten en de directie van de bank. Een groot deel van de tweede verdieping van het gebouw werd ook ingenomen door de verschillende afdelingen van de bank. Van de derde tot en met de zesde verdieping van het pand werden verhuurd als kantoor. Op het terras, boven de zesde verdieping, had de bank een lustpaviljoen met tuin ingericht, waarin een eetzaal was voor het personeel van de bank en haar spraakmakende klanten.
Vanaf de jaren dertig werden er aanpassingen gedaan om een Prisunic-winkel en een bioscoop met 350 zitplaatsen te vestigen. In 1960 werd het dakterras volledig gerenoveerd. Prisunic werd vervangen door Monoprix, dat nog steeds is gevestigd in het pand. In 1988 werd de eerste Virgin Megastore in Frankrijk geopend op de begane grond en in de kelder van het gebouw. In 2013 werd Virgin opgeheven. Vanaf 2016 werd het pand gerenoveerd om in 2019 te openen als Galeries Lafayette.

## Filialen in Frankrijk

### Galeries Lafayette Agen
Aan het einde van de 19e eeuw vestogden zich vier warenhuizen aan de gloednieuwe Boulevard de la République, waaronder de Nouvelles Galeries Modernes. Het warenhuis deteert uit 1898 en had een metalen frame in Eiffel-stijl. Omdat een ander warenhuis de naam Nouvelles Galeries Billières had, wekte dat verwarring op en moest Nouvelles Galeries in 1902 zijn naam wijzigen. De naam wijzigde in Grandes Galeries Modernes. Het was destijds het eerste en enige warenhuis in Agen met een lift. Later werd dit het filiaal omgedoopt naar Galeries Lafayette
Sinds 2018 wordt het warenhuis als een franchisefiliaal geëxploiteerd door Hermione People & Brands. In 2021 had het warenhuis een oppervlakte van 4.500 m², waarvan 3.000 m² in gebruik was.

### Galeries Lafayette Amiens
Het oorspronkelijke gebouw van Les Nouvelles Galeries in Amiens werd in 1897 gebouwd naar plannen van architect Émile Ricquier. Tijdens bombardementen in de Eerste Wereldoorlog werd het pand verwoest, waarna in 1927 een gebouw in art-decostijl werd herbouwd naar een ontwerp van de architecten Viard en Dastugue. Het pand aan de Rue des 3 Cailloux huisvest nu Galeries Lafayette en Fnac.

### Galeries Lafayette Angers

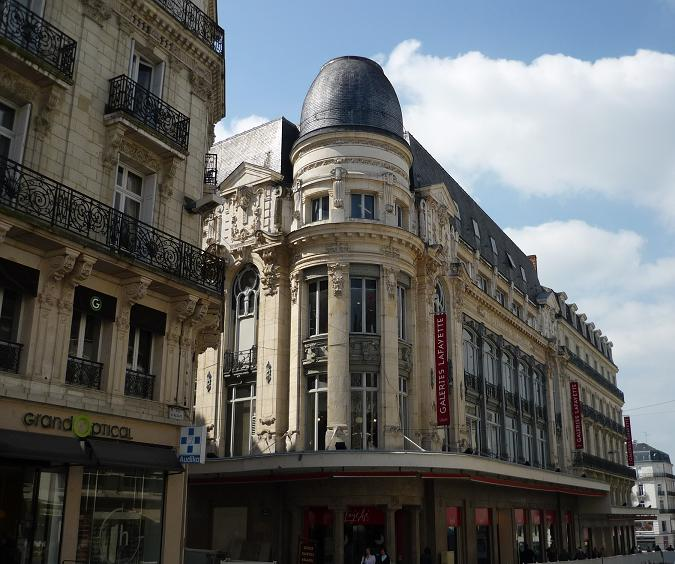
Nouvelles Galeries (Angers)

In Angers is Galeries Lafayette gevestigd in een pand op de hoek van de Rue d'Alsace en de Place du Ralliement in het centrum. Tot 6 september 1993 was het een filiaal van Les Nouvelles Galeries.
In 1900 besloot de Société Française des Nouvelles Galeries Réunies, opgericht in 1891-1899 door Aristide Canlorbe, een filiaal te openen in Angers. Het gebouw van Les Nouvelles Galeries werd ingehuldigd op 6 april 1901 op de plek waar de tuinen van een hotel op de Place du Ralliement waren. In het souterrain werd huisraad, verwarming, serviesgoed en glaswerk gepresenteerd. Op de begane grond de Parijse artikelen en stoffen tentoongesteld; de eerste was bestemd voor kleding, modeartikelen voor dames, lingerie en de tweede verdieping voor woninginrichting. Het pand is een ontwerp van de architect Auguste Martin die het modelleerde naar de Parijse warenhuizen met een centrale koepel met balkons op drie niveaus. De gevel aan de Rue d'Alsace bestaat grotendeels uit een metalen constructie zoals bij Eiffel en werd een hoektoren gebouwd met de naamaanduiding. Het gebouw past in de Haussmann-architectuur die toentertijd veel werd toegepast in het centrum van Angers. In 1903 brachten de architecten Léon en Marcel Lamaiziere bepaalde architectonische wijzigingen aan.
In 1916 vond een eerste uitbreiding plaats met de annexatie van het kleine muziektheater Frantaisies angevines. In 1919 werd een tweede uitbreiding gepland met het Grand Hôtel du Ralliement. Na enige problemen werd in de herfst van 1926 begonnen met de renovatie van de gevels van het Grand-Hôtel. De ruwbouw werd uitgevoerd van januari 1927 tot juni 1928. De uitbreiding van Les Nouvelles Galeries werd ingehuldigd op 14 maart 1929.
De winkel werd van 1966 tot 1967 verbouwd met de toevoeging van een levensmiddelenafdeling in het souterrain met een oppervlakte van 700 m². Daarnaast werden er roltrappen geïnstalleerd en nam de oppervlakte toe tot 5.700 m². In 1991 werd Les Nouvelles Galeries gekocht door Galeries Lafayette. De winkel in Angers was een van de eersten die voor de heropening op 6 september 1993 onder de nieuwe naam een facelift onderging. In 2007 hebben er wat werkzaamheden plaatsgevonden, waarbij de levensmiddelenafdeling is verwijderd. Sinds 2018 wordt het warenhuis met een oppervlakte van 11.119 m² geëxploiteerd als een franchisefiliaal door de Société des Grands Magasins.

### Galeries Lafayette Angoulême
Aan de Rue René Goscinny (vroeger de Rue de Périgueux) in Angoulême was oorspronkelijk een vestiging van Les Nouvelles Galeries.
Op 4 oktober 1972 stormde een man het warenhuis binnen en schoot klanten neer. Vier mensen worden vermoord en zes personen raakten gewond.
Na de overname van Les Nouvelles Galeries door Galeries Lafayette werd het warenhuis omgenaamd. Sinds 2018 is het een franchisefiliaal dat wordt geëxploiteerd door Hermione People & Brands.

### Galeries Lafayette Annecy
In 1969 werd dit filiaal aan de Avenue de Parmellan 25 geopend in de wijk Parmellan in Annecy onder de naam Les Nouvelles Galleries. Het ontwerp van de architect Antoine Dory, bestaande uit een warenhuis, kantoren en een tankstation, werd destijds beschouwd als "een monument zonder weerga", en viel vooral op door zijn ronde vorm en vele innovaties. De architectuur van het complex was een breuk met de bestaande structuren en bestaat uit een kubusvormig gebouw met meerdere verdiepingen waarin het warenhuis is gevestigd. Dit was de voorbode van een nieuwe vorm van commerciële stedenbouw, aangezien het per auto bereikbaar is. Hat pand heeft een introvert karakter, omdat het geen ramen heeft naar de straat en alleen voorzien is van grote glazen toegangen. Om deze kubus wikkelen zich twee ringen die worden ingenomen door parkeerplaatsen voozien van twee hellingbanen, waarvan er één spiraalvormig is. In 2000 werd het complex gerenoveerd en zijn er extra winkels gecreëerd op de begane grond en vensterpartijen aangebracht richting de Avenue du Parmelan. In de loop van 2020 werd het bestaande complex van 17.000 m² gerenoveerd, de verkeerscirculatie verbeterd en energiebesparende voorzieningen aangebracht. Het complex werd daarnaast uitgebreid met 10.000 m².

### Galeries Lafayette Avignon

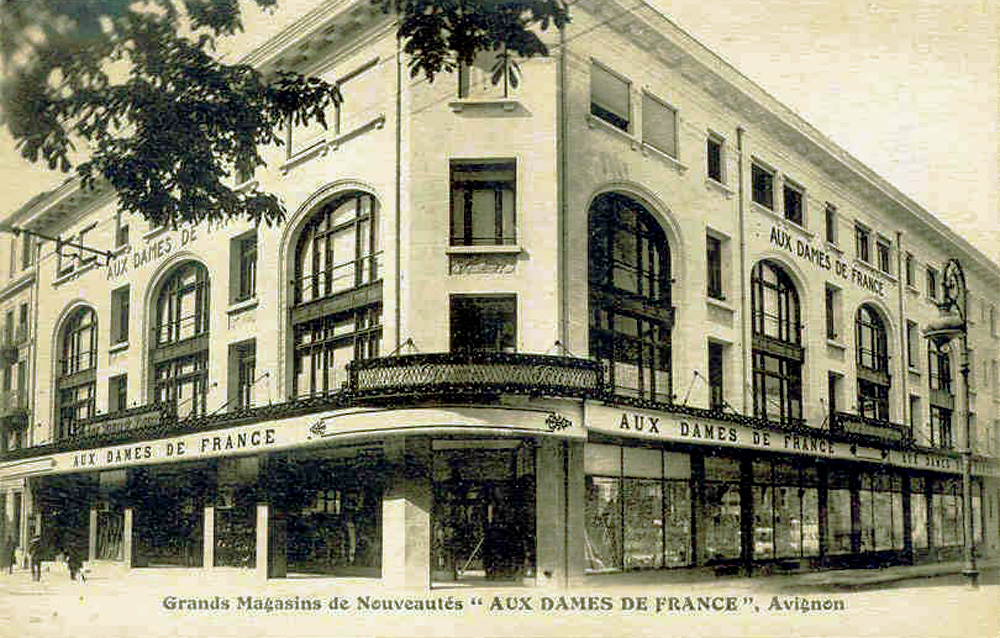
Avignon Aux Dames de France rue de la République 1930

Op de hoek van de Rue Pourquery de Boisserin en de Rue de la Republique in Avignon was vanaf 1904 het warenhuis Aux Dames de France gevestigd. In 1985 werd deze warenhuisketen overgenomen foor Galeries Lafayette. In 1973 werd in het nieuw gebouwde winkelcentrum Cap Sud een filiaal geopend van Les Nouvelles Galeries. Eind februari 2000 werd het filiaal in Avignon gesloten en werd de helft van de medewerkers van dit filiaal overgeplaatst naar het filiaal in het winkelcentrum Cap Sud. Het filiaal in het winkelcentrum Cap Sud met een oppervlakte van 6.800 m² werd na de overname van Les Nouvelles Galeries een filiaal van Galeries Lafayette.

### Galeries Lafayette Bayonne
Deze vestiging is gelegen aan de Rue Thiers in Bayonne. Eind 19e eeuw streefde Paris-France ernaar om provinciesteden te voorzien van warenhuizen, symbolen van moderniteit. In Bayonne werden twee gebouwen, die in opdracht van Jopachim Dubrocq waren gebouwd en bedoeld waren voor de verhuur, samengevoegd. Het Hôtel Dubrocq, tegenover het Château-Vieux, bood onderdak aan zo'n 250 kostgangers van het Saint-Bernard-college. Toen dit in 1905 verhuisde, was de begane grond al bezet door een winkel, Paris-Bayonne, die toebehoorde aan het bedrijf Paris-France uit Bordeaux. Vanaf 1907 werd het warenhuis geëxploiteerd onder de naam Aux Dames de France. Het pand met een groot atrium had grote ramen en gevels en was voorzien van de modernste technieken en was rijkelijk versierd. Vanaf het begin was de Bayonne-winkel voorzien van een rolpad en een lift.
In 1922 huurde het bedrijf de architecten en decorateurs Louis en Benjamin Gomez in om een nieuwe lift te ontwerpen en om het gebouw met een verdieping te verhogen en grotere openingen te creëren. Tussen 1924 en 1930 werd het pand verbouwd en uitgebreid in art-decostijl.
Na de overname van Aux Dames de France door Galeries Lafayette in 1985 werd de naam gewijzigd in Galeries Lafayette. Deze vestiging wordt sinds 2018 geëxploiteerd als een franchisefiliaal door Hermione People & Brands.

### Galeries Lafayette Beauvais
Deze vestiging is gelegen aan de Rue des Jacobins in Beauvais en was oorspronkelijk een filiaal van Les Nouvelles Galeries. Sinds 2018 wordt deze vestiging als een franchisefiliaal geëxploiteerd door Hermione People & Brands.

### Galeries Lafayette Belfort
Dit betreft een franchisefiliaal van Galeries Lafayette dat wordt geëxploiteerd door Hermione People & Brands. Dit voormalige filiaal van Les Nouvelles Galeries, en daarvoor Magasins Bumsel, is gelegen in het Centrum van Belfort aan de Faubourg de France. Op de tweede verdieping van dit filiaal zou een filiaal van Go Sport, een sportwinkelketen, die eveneens wordt geëxploiteerd door Hermione People & Brands worden gevestigd, maar dit plan is afgeblazen. Anno 2023 wordt slechts 3.500 m² van de totale 12.000 m² gebruikt door het warenhuis en staat de tweede verdieping helemaal leeg. Onder een deel van het dak is nog een oud rechthoekig, glazen dak met eenvoudige geometrische vormen verborgen met een metalen 'Eiffel-structuur'. Deze constructie wordt gedateerd rond 1912.

### Galeries Lafayette Besançon

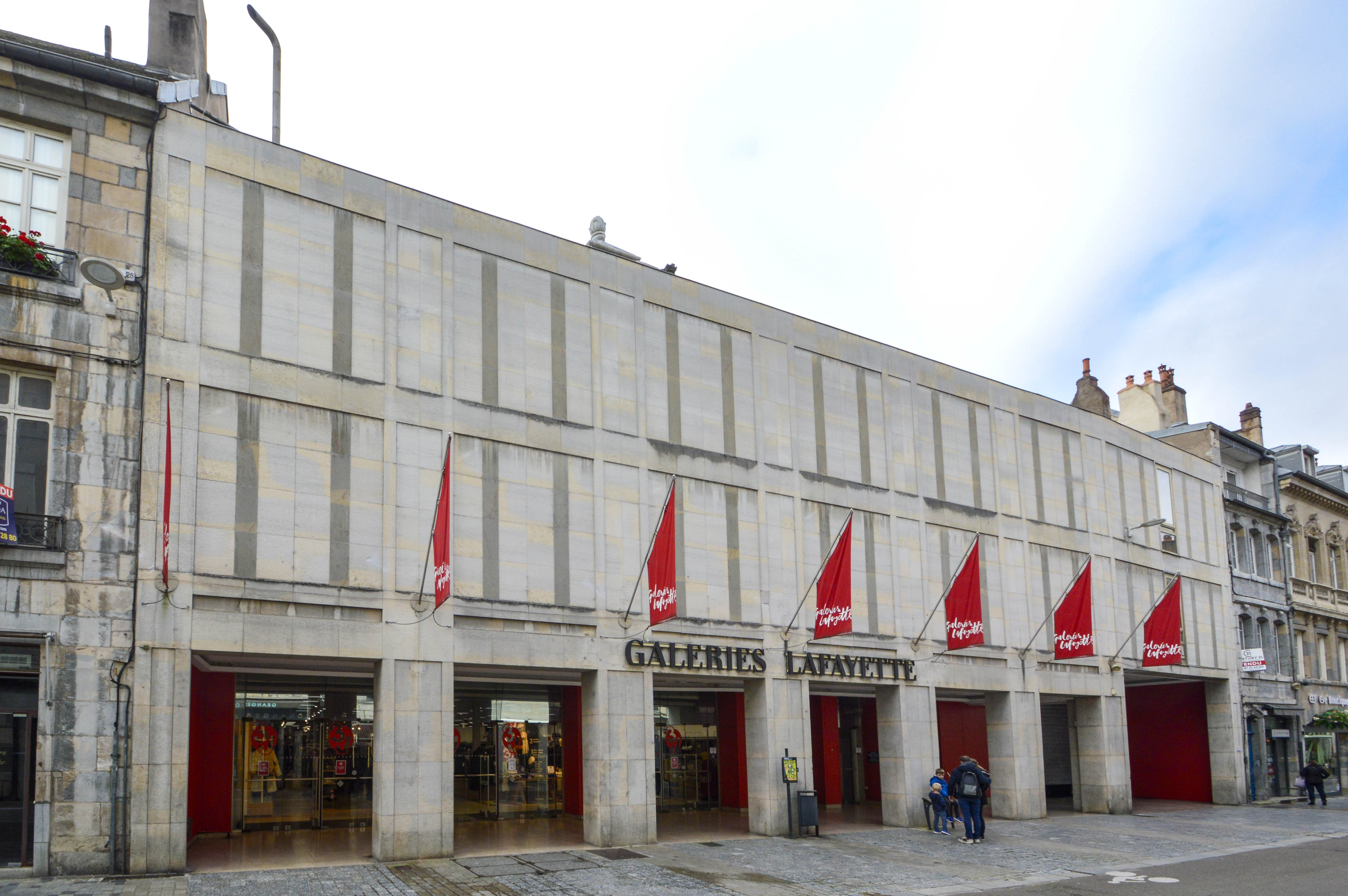
Galeries Lafayette in Besançon

In 1904 werd aan de Rue de Granges in Besançon een winkel van Les Nouvelles Galeries geopend die onderdeel was van het hotel National. Begin 20e eeuw bestond dit hotel uit vier gebouwen die een langgerekte vierhoekige binnenplaats vormden. In de Rue des Granges stond een laag gebouw met winkels en tussenverdiepingen en aan het einde van de binnenplaats stond het belangrijkste gebouw, daar was een café gehuisvest, de keukens, het kantoor en daarboven de kamers met openslaande deuren naar de balkons. Op 3 april 1922 werd het gerenoveerde warenhuis ingehuldigd. Met de renovatie werd de gevel aan de Grande Rue aangepast, een straat parallel aan de rue des Granges, en werd een beschutte doorgang met etalages van het warenhuis gecreëerd om van de ene straat naar de andere te gaan.
Na de overname van Les Nouvelles Galeries door Galerie Lafayette werd de naam gewijzigd. Sinds 2018 wordt dit filiaal als een franchisefiliaal geëxploiteerd door Hermione People & Brands.

### Galeries Lafayette Biarritz

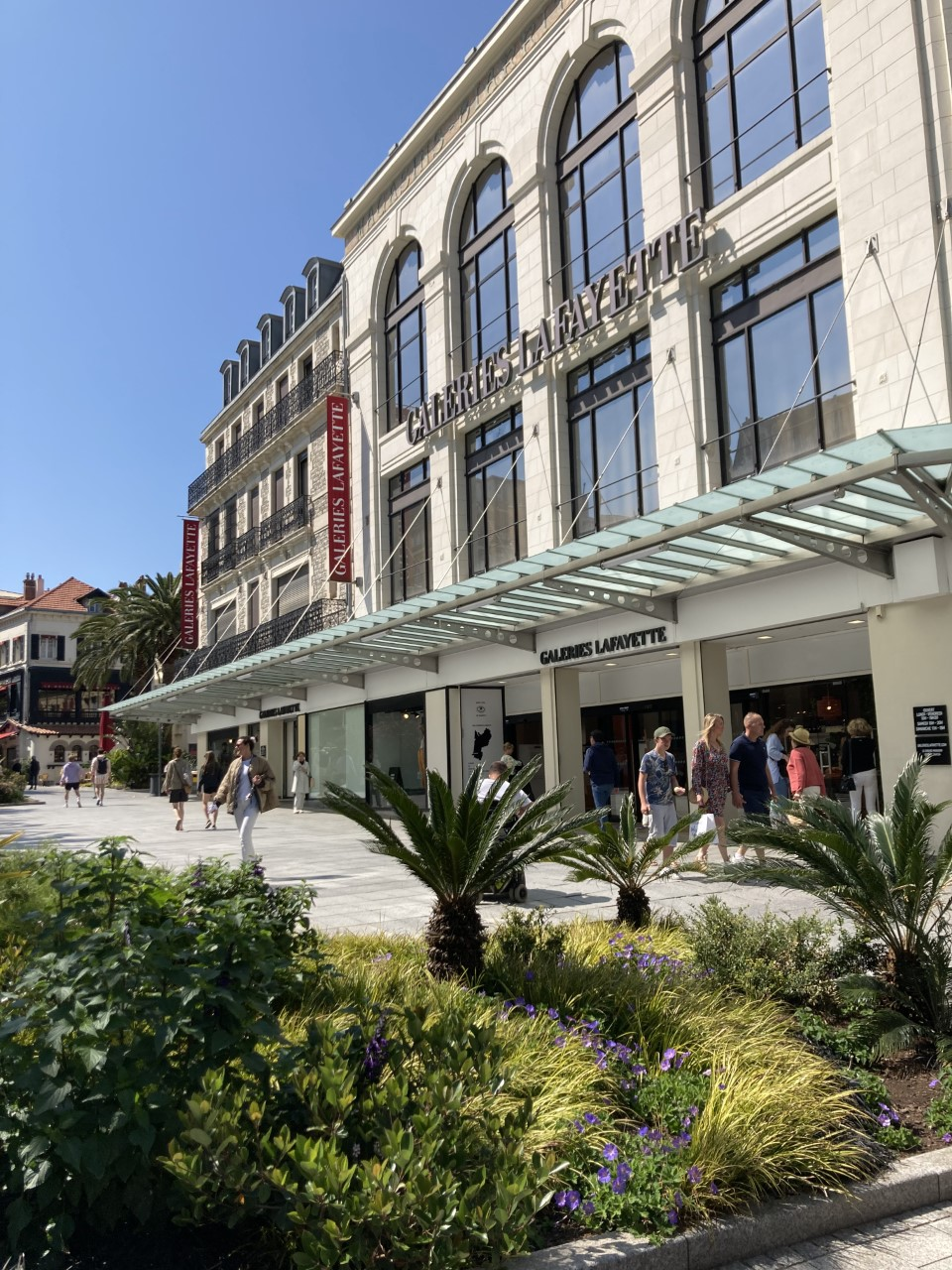
Galeries Lafayette in Biarritz

Het filiaal in Biarritz is een klein warenhuis aan de Place Clemenceau waar voorheen Les Grands Magasins Biarritz-Bonheur gevestigd was, totdat het 2011 werd gerenoveerd en heringericht werd. Les Grands Magasins Biarritz-Bonheur op 5 augustus 1903. In 1911 en 1926 werd het warenhuis uitgebreid met de aangrenzende panden. Met een oppervlakte van slechts 3.200 m² staat het qua omzet van de warenhuizen op de 25e tot 30e plaats in Frankrijk. De lokale bevolking is slechts goed voor zo'n 28 % van de bezoekers. Een groot deel van de bezoekers bestaat uit buitenlanders (Spanjaarden, Britten, Russen) en Fransen uit o.a. Parijs, Bordeaux en Toulouse.

### Galeries Lafayette Bordeaux
In Bordeaux is Galeries Lafayette gevestigd aan de Rue Sainte-Catherine. Het gebouw in neobarokke stijl werd in 1900 gebouwd naar ontwerpen van architect Ruben Dacosta en de sculpturale decoratie van de gevels is ontworpen door Gaston Schnegg. De koepels met afgeronde hoeken van het gebouw doen denken aan die van de Printemps-winkel in Parijs. De winkel was oorspronkelijk eigendom van de Grands Magasins du Commerce et de l'Industrie (vandaar de inscriptie langs de gevel aan de kant van de rue Sainte-Catherine), een naamloze vennootschap die in 1902, een jaar na de opening, failliet ging. Daarna werd het een filiaal van Les Dames de France. Dit is terug te zien in de letters "DF" op de muren en op bepaalde ramen. De nieuwe winkel Les Dames de France, gekocht door het bedrijf Paris-France, kende al snel een aanzienlijk succes. Het merk verdween rond 1985 nadat de keten werd overgenomen door Galeries Lafayette.
Niet ver daarvandaan was het gebouw waarin Les Nouvelles Galeries, of "Les Nougas", zoals het door veel inwoners van Bordeaux werd genoemd, was gevestigd. Les Nouvelles Galeries, ingehuldigd in 1894, sloten hun deuren in 2000 omdat ze te dicht bij Galeries Lafayette lagen en werden het slachtoffer van de fusie tussen de twee merken. Deze enorme winkel met een oppervlakte van 16.000 m² was uitgerust met de meest geavanceerde technologieën (liften, enz.) en diende als inspiratie voor architect Paul Auscher voor de creatie van het Félix Potin- winkelgebouw in Parijs. De "Nougas" in Bordeaux waren verspreid over verschillende adressen, waaronder Rue Sainte-Catherine 54, 56 en 58 en de Rue Miqueu 5.

### Galeries Lafayette Bron

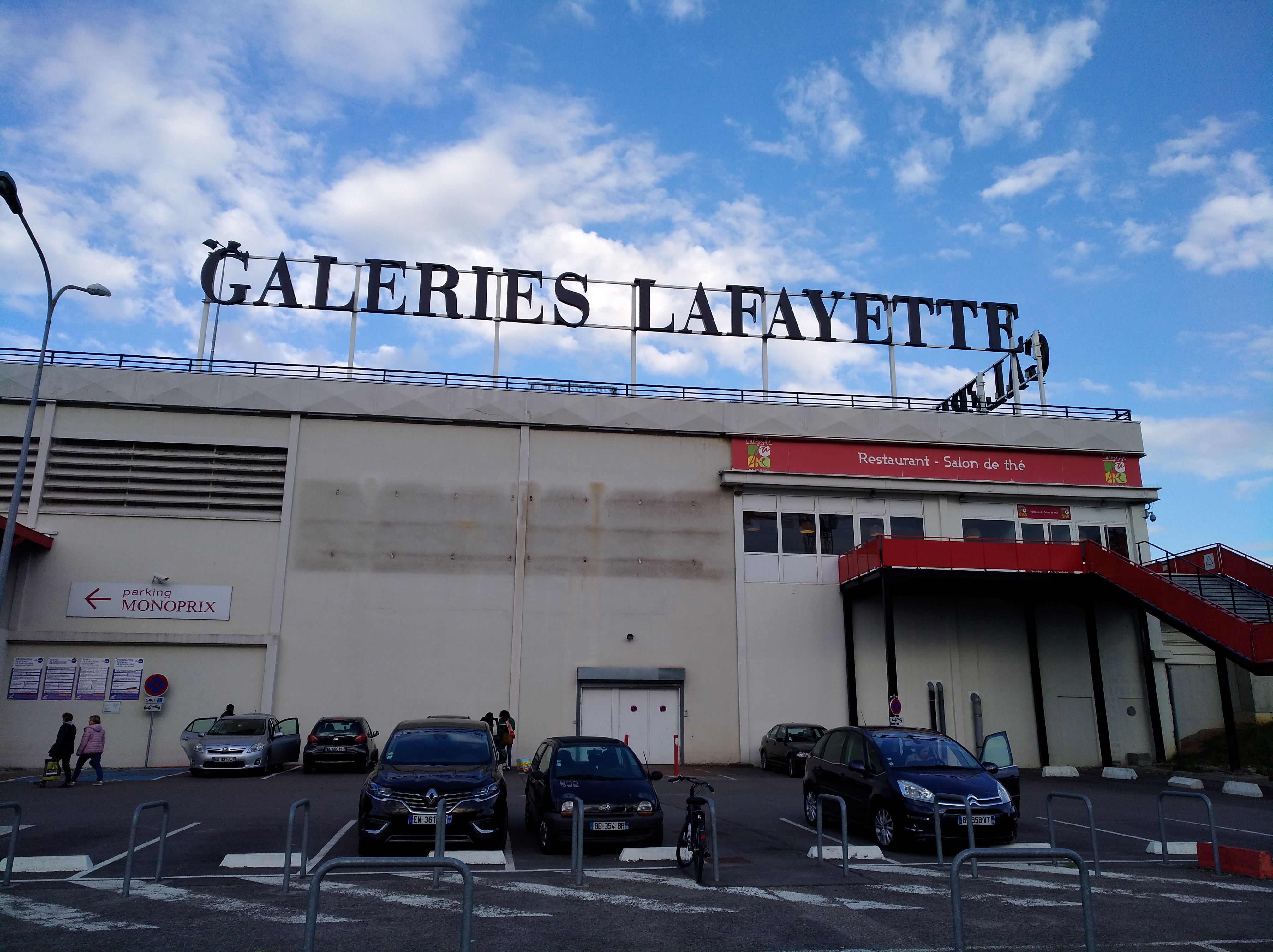
Galeries Lafayette in Bron (mei 2019)

Het filiaal van Galeries Lafayette aan de Boulevard Pinel in Bron, een voorstad van Lyon, werd gebouwd in de jaren zestig. Het complex bevat naast het warenhuis nog vier andere winkels, waaronder een filiaal van Monoprix. Door de ligging in de nabijheid van de ringweg, metro D en meer recent tramlijn T6 heeft het complex een optimale bereikbaaheid. In de loop der jaren verouderde het en verloor klanten door met name de verschillende grote commerciële projecten die de afgelopen jaren in het grootstedelijk gebied van Lyon zijn ontstaan. Dit leidde ertoe dat Citynove, het vastgoedbedrijf van Galeries Lafayette, een partnerschap aan ging met het portefeuillebeheerbedrijf Keys REIM voor een grootschalige renovatie en een optimalisatie van het gebruik van de locatie. In het kader van dit partnerschap heeft Keys REIM 70% van het gebouw verworven en Citynove, dat 30% van het gebouw behoudt. De kosten van het renovatieproject werden geraamd op € 60 miljoen.
De renovatieplannen worden uitgevoerd naar een ontwerp van het architectenbureau Moatti-Rivière en voorziet in de bouw van drie uitbreidingen om uit te breiden van 26.300 m² naar meer dan 44.000 m² en zal plaats bieden aan zo'n 70 nieuwe winekls naast Galeries Lafayette en Monoprix.

### Galeries Lafayette Caen
De vestiging in Caen is gelegen aan de Boulevard Maréchal Leclerc. De geschiedenis gaat terug naar 1926 als de koopman Georges Lelong de "Galeries Lafayette de Caen" als een franchisefiliaal. De Galeries Lafayette wordt officieel geopend op de Boulevard des Alliés op 29 april 1927. Twee jaar later wordt een verdieping toegevoegd aan het bestaande pand en in 1933 wordt de winkel aanzienlijk vergroot door de toevoeging van een nieuwe vleugel op de hoek van de rue Pierre-Aimé Lair. Hoewel de panden maar een paar jaar na elkaar gebouwd zijn, hebben ze een totaal andere architectuurstijl. Tijdens bombardementen in de Tweede Wereldoorlog zijn de gebouwen verwoest.
In 1955 fuseerden het bedrijf Démogé, eigenaar van Les Nouvelles Galeries, en de Galeries Lafayette tot Galeries de Caen. Op de locatie van de Galeries Lafayette werd een pand neergzet naar ontwerp van de architecten Georges Richard en Pierre Daubin. De winkel, die geëxploiteerd werd onder de naam Nouvelles Galeries was erg modern voor zijn tijd met een gevel van golvend en doorschijnend gewapend glas. Oorspronkelijk scheidde niets deze glazen gevel van de rest van de winkel. Van binnen was het gebouw helderder en van buiten was het mogelijk om naar binnen te kijken, waardoor het lichter aanvoelde. De winkel had een oppervlakte van 6.500 m² verdeeld over vier niveaus met roltrappen tussen de verdiepingen. In 1997 werd de naam gewijzigd in Galeries Lafayette. Sinds 2018 wordt het filiaal geëxploiteerd als een franchisefiliaal door Hermione People & Brands.

### Galeries Lafayette Cannes

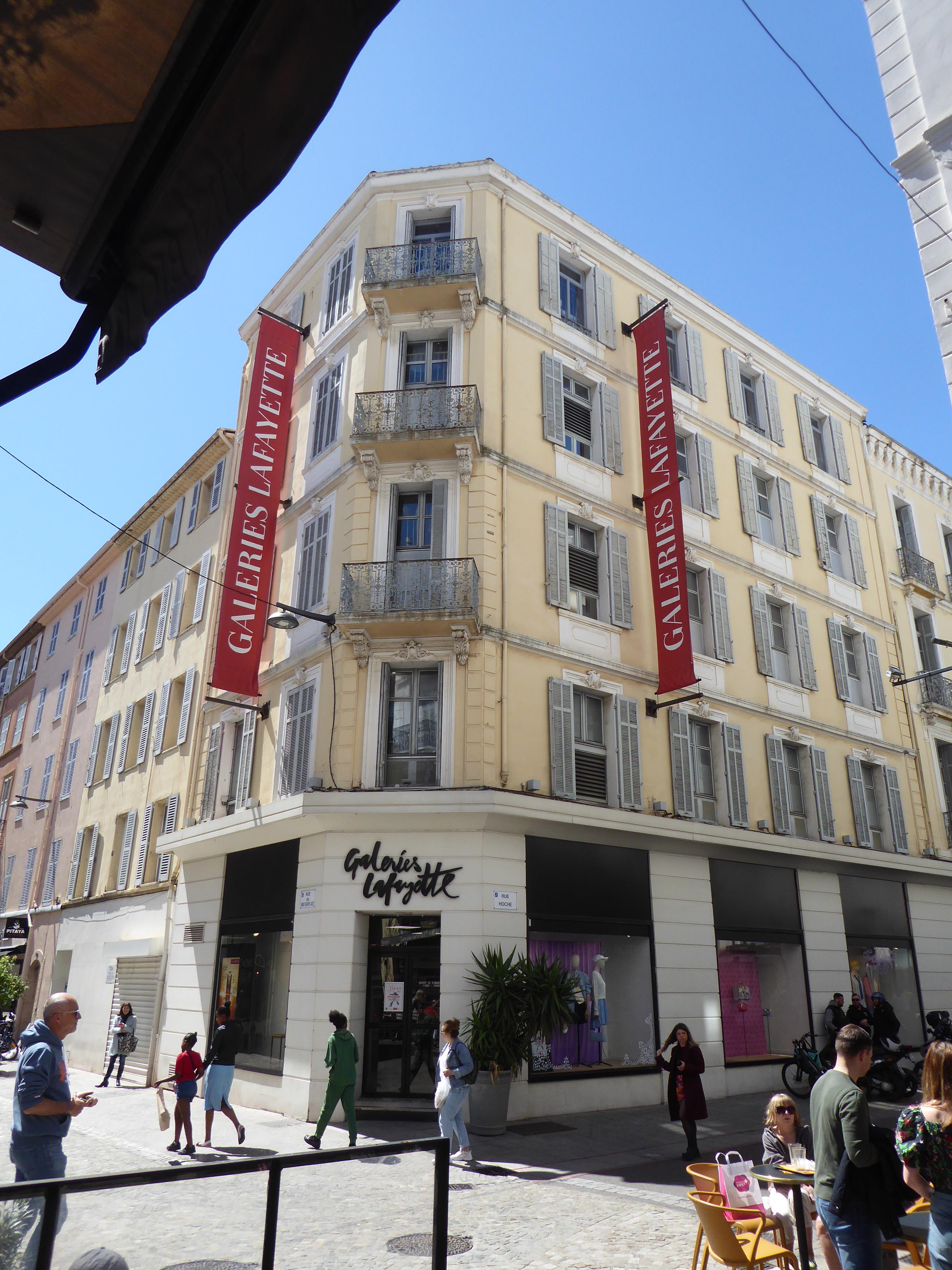
Galeries Lafayette in Cannes

Op de hoek van de Rue Hoche en de Rue du maréchal Foch in Cannes was oorspronkelijk het warenhuis Aux Dames de France gevestigd. In hetzelfde pand is anno 2023 een vestiging van Galeries Lafayette met een oppervlakte van 2.600 m² op 4 niveaus. Het betreft een franchisefiliaal dat wordt geëxploiteerd door Hermione People & Brands.

### Galeries Lafayette Chalon-sur-Saône
Eind 2014 werd aan de Boulevard de la Republique in Chalon-sur-Saône een filiaal van Galeries Lafayette geopend in een pand uit 1903. Voordat het een filiaal van Galeries Lafayette was, was dit ene filiaal van Les Nouvelles Galeries. Sinds 2018 wordt het filiaal geëxploiteerd als een franchisevestiging door Hermione People & Brands.

### Galeries Lafayette Chambéry

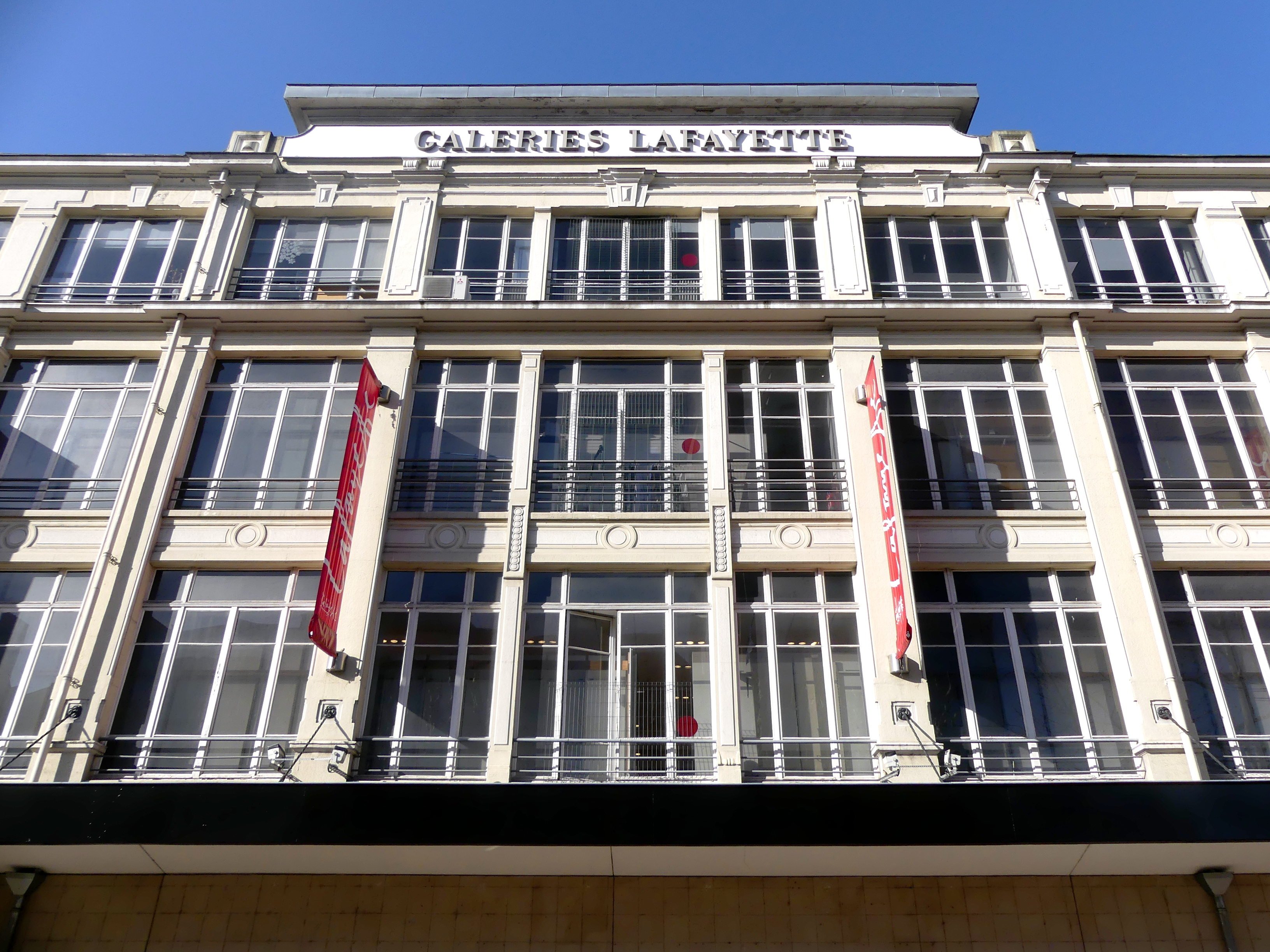
Galeries Lafayette - Chambéry (april 2018)

In 1925 opende aan de Boulevard de la Colonne in Chambéry het warenhuis Aux Dames de France. Het gebouw naar een ontwerp van de architecten Jean Foray en Louis Planche was het eerste gebouw van gewapend beton in Chambéry. Na de overname van Aux Dames de France door Galeries Lafayette werd de naam gewijzigd. Sinds 2018 wordt het filiaal als franchisevestiging geëxploiteerd door Hermione People & Brands.

### Galeries Lafayette Clermont-Ferrand

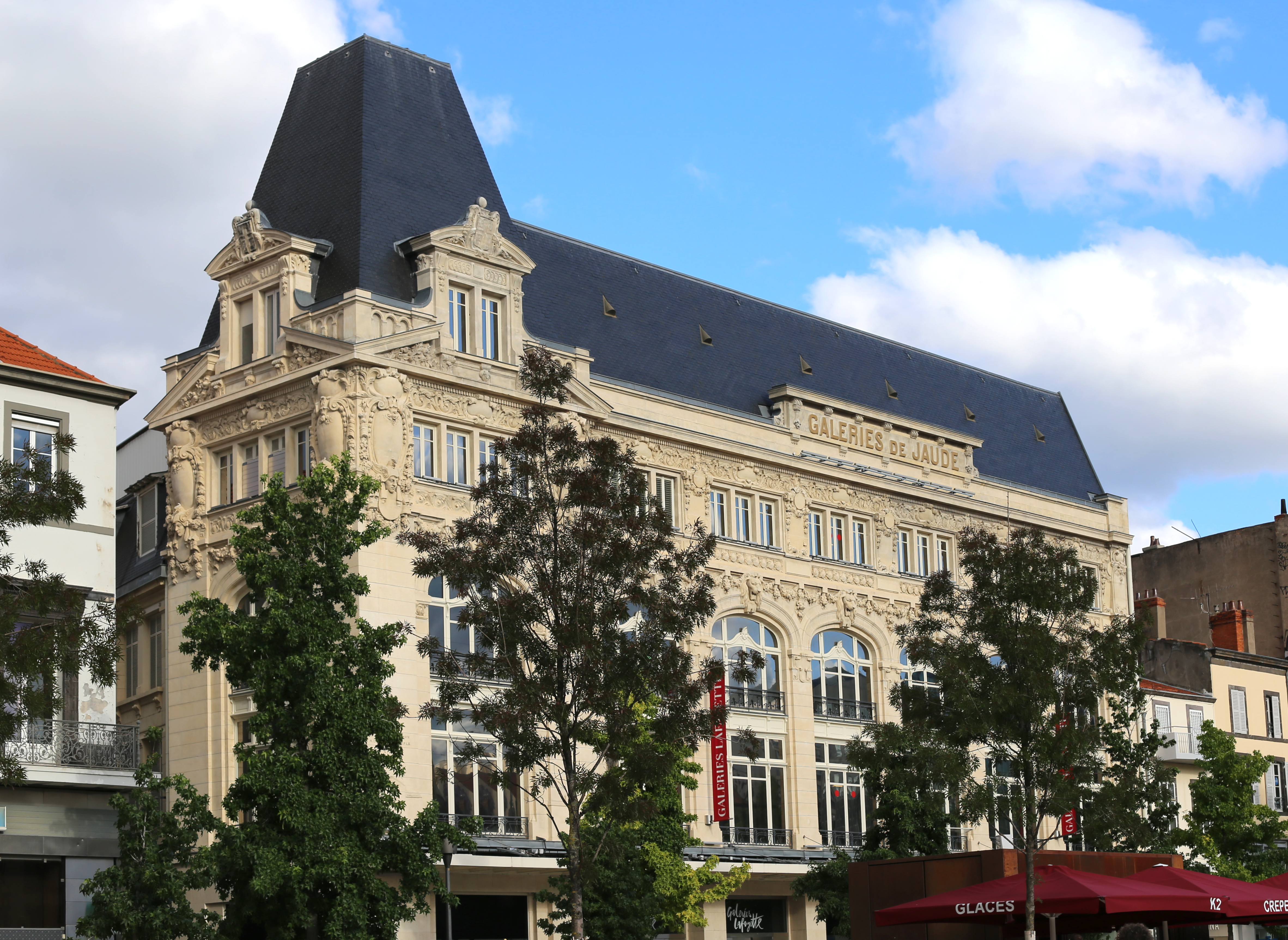
Galeries de Jaude - Clermont-Ferrand (augustus 2021)

Deze vestiging aan de Place de Jaude in Clermont-Ferrand werd in mei 1907 geopend als Les Galleries de Jaude in een pand naar een ontwerp van de architect Léon en Marcel Lamaizière. Het pand bestaat uit een metalen structuur met gevels van witte steen. Het warenhuis was een filiaal van Nouvelles Galeries. In 1920 werd het pand uitgebreid onder leiding van de oorspronkelijke architect. In 1963 werd een grote renovatie en verbouwing uitgevoerd, waarbij de 4e verdieping aanzienlijk werd gewijzigd. In 1997 werd het warenhuis omgedoopt tot Galeries Lafayette en werd een van de provinciale vlaggenschipwinkels, waarbij er opnieuw renovaties werden uitgevoerd, aan met name de gevels. Sinds 2006 is het warenhuis geklasseerd als een historisch monument.

### Galeries Lafayette Dax
Dit filiaal is gelegen aan de Rue Saint Vincent in Dax. Deze vestiging, voorheen een filiaal van Les Nouvelles Galeries, is gehuisvest in een pand dat ontwopen is door de architect Albert Pomade. De gevels zijn versierd met sculpturen in bas-reliëfs met speelse figuren, geïnspireerd op de Comedia del Arte. Het filiaal wordt als een franchisevestiging geëxploiteerd door Hermione People & Brands.

### Galeries Lafayette Dijon

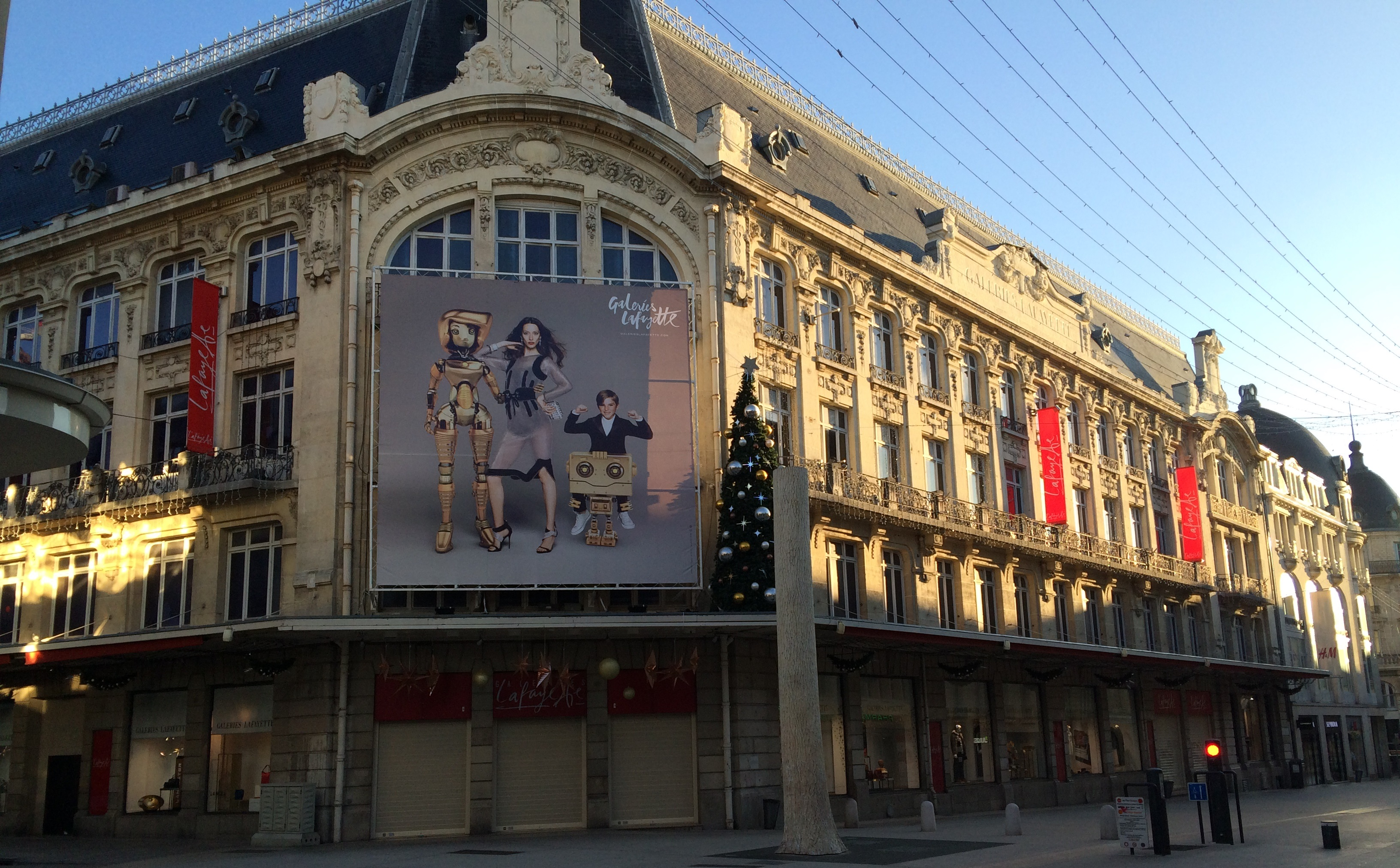
Galeries Lafayette - Dijon

Naar het model van de Parijse warenhuizen werd op 22 september 1924 het nieuwe gebouwd van de Magasins Modernes ingehuldigd op de hoek van de Rue du château en de Rue de la Liberté in Dijon. Het gebouw is een ontwerp van de architecten Léon en Marcel Lamaiziere, senior architecten van de Magasins Modernes. De gevels in eclectische stijl hebben Parijse allures en het opengewerkte dak is zo gebouwd dat het doet denken aan de grote Parijse warenhuizen van Le Printemps, Le Bon Marché of La Samaritaine. Het interieur van het gebouw bestaat uit smeedwerk dat in art-nouveau-stijl. Het imposante gebouw wordt geaccentueerd door de regelmatige raampartijen die worden onderstreept door een versiering in neorenaissancestijl. Het bas-reliëf benadrukt ook de ramen op de bovenste verdieping.
In 1961 werden roltrappen geplaatst naast de trappen en de bestaande lift om toegang tot de verschillende verdiepingen te geven. In 1955 werden de Magasins Modernes gekocht door Les Nouvelles Galeries, die op haar beurt weer werd overgenomen door Galeries Lafayette in 1993 en vanaf 1994 voerde het warenhuis dat destijds een oppervlakte van 7.600  m² had, de naam Galeries Lafayette. Sinds 2018 wordt het warenhuis als een franchisefiliaal geëxploiteerd door de Société des Grands Magasins en heeft het een oppervlakte van 13.663 m².

### Galeries Lafayette Grenoble

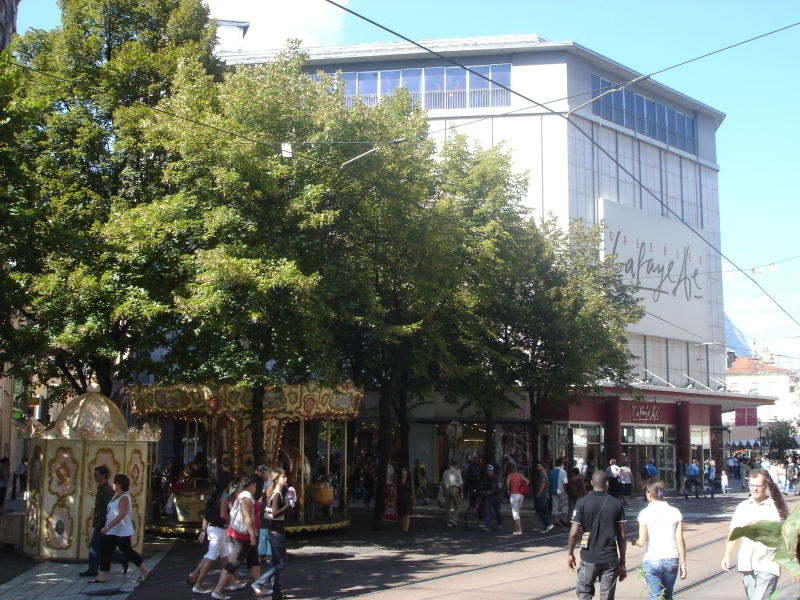
Galeries Lafayette in Grenoble

In het centrum van Grenoble aan e Place Grenette is een vestiging van Galeries Lafayette. Het pand dat na een bouwtijd van 7 was oorspronkelijk een filiaal van de Galeries Modernes, dat werd geopend in 1901. Later werd het warenhuis een fililaal van Les Nouvelles Galeries. Bij een renovatie van het pand in de periode van Les Nouvelles Galeries werd de prachtige gevel bedekt met platen, waardoor de 19e-eeuwse facade decennialang verborgen bleef. Hoewel het centrum van Grenoble aangewezen was als een 'gebied voor de bescherming van architectonisch, stedelijk en landschappelijk erfgoed' en later tot een 'gebied voor de verbetering van architectuur en erfgoed (AVAP)' zijn er geen middelen gevonden voor de restauratie van het pand. Het warenhuis wordt als franchisefiliaal geëxploiteerd door de Société des Grands Magasins en heeft een oppervlakte van 11.855 m².

### Galeries Lafayette Langon
Aan de Place du Général de Gaulle in Langon werd in 1966 een filiaal geopend van Les Nouvelles Galeries dat geëxploiteerd werd door de Galeries de Langon S.A. van de familie Galy.
In 1977 werd Amis Réunis gekocht en had de winkel vier verdiepingen. In deze tijd werden de winkels steeds groter en om de concurrentie bij te houden werd de oppervlakte vergroot door de overname van de cafés op de Place du Général-de-Gaulle. De gevels werden behouden, maar daarachter werd alles gesloopt en nieuwbouw van vier verdiepingen gerealiseerd. Door de overname van de voormalige schoenenfabriek Lajaumont in 1987 werd een overdekte parkeerplaats gerealiseerd, die in 2000 verder werd uitgebreid door het hotel-restaurant Le Chantilly te kopen.

### Galeries Lafayette La Rochelle
In La Rochelle heeft Galeries Lafayette een franchisefiliaal aan de Rue du Palais dat wordt geëxploiteerd door Hermione People & Brands.  

### Galeries Lafayette La Roche-sur-Yon
Dit filiaal van Galeries Lafayette is gelegen aan de Rue Georges Clemenceau in La Roche-sur-Yon. De geschiedenis gaat terug tot 1904 als het warenhuis als een filiaal van Les Nouvelles Galeries werd geopend. In de loop der tijd is het oorspronkelijke pand vervangen door een nieuwbouw. In 2006 werd de naam Les Nouvelles Galeries vervangen door Galeries Lafayette. Het filiaal met een oppervlakte van 3.200 m² wordt geëxploiteerd als een franchisefiliaal door Hermione People & Brands.

### Galeries Lafayette Le Mans
Aan de Rue des Minimes in Le Mans werd in 1925 een filiaal geopend van het warenhuis Aux Dames de France. Het was een gebouw in art deco-stijl naar een ontwerp van de architect Emmanuel Le Ray en Georges Braive. In 1939 breidden Aux Dames de France uit en bouwden een tweede gebouw, aan de andere kant van de rue Saint-Charles.
In 1985 werd het warenhuis omgedoopt tot een filiaal van Galeries Lafayette. Het warenhuis met een oppervlakte van 7.221 wordt sinds 2018 als een franchisefiliaal van Galeries Lafayette geëxploiteerd door de Société des Grands Magasins.

### Galeries Lafayette Libourne
In Libourne had het warenhuis Aux Dames de France, dat later werd overgenomen door Galeries Lafayette, een vestiging. Aan de Rue Gambetta in Libourne is sinds 1997 een filiaal van Galeries Lafayette. Dit filiaal wordt sinds 2018 geëxploiteerd als een franchisevestiging door Hermione People & Brands.

### Galeries Lafayette Lieusaint - Carré Sénart
In Lieusant, in het departement Seine-et-Marne, opende Lafayette in oktober 2017 zijn 57e Franse warenhuis in winkelcentrum Carré Sénart. De conceptstore heeft een oppervlakte van 6.000 m², verdeeld over 2 niveaus. Dit filiaal is ter vervanging van het filiaal in het winkelcentrum Evry2 in Evry-Courcouronnes, dat in september 2017 na 40 jaar zijn deuren sloot.

### Galeries Lafayette Lille (gesloten)
Op 27 september 2007 opende Galeries Lafayette een filiaal in Lille aan de Rue de Béthune met een oppervlakte van meer dan 10.000 m². Dit vergde destijds een investering van € 50 miljoen, maar de winkel maakte nooit winst. Nadat er verschillende alternatieve scenario’s overwogen waren, zoals het afstoten van het gelijkvloers en om zich terug te trekken op de twee bovenste verdiepingen, werd de vestiging op 31 maart 2016 gesloten. Onderhandelingen over de jaarlijkse huurprijs, die werd geschat op € 3 miljoen liepen op niets uit.

### Galeries Lafayette Limoges
Op de hoek van de Rue de Porte Tourny en de Boulevard Carnot in Limoges was oorspronkelijk een filiaal van Les Nouvelles Galeries. Het uit 1890 daterende gebouw werd 15 december 1963 zwaar beschadigd tijdens een hevige brand. Na de brand, waarbij alleen de begane grond overbleef, werd een nieuw pand gebouwd.
Het warenhuis met een oppervlakte van 11.799 m² wordt sinds mei 2022 geëxploiteerd door de Sociéte des Grands Magasins als een franchisefiliaal.

### Galeries Lafayette Lorient
In de Rue de Fontaines werd in 1905 het warenhuis Les Nouvelles Galeries geopend. In 1938 kocht Les Nouvelles Galleries de winkel Fashion House dat gelegen was aan de Place Alsace Lorraine, zodat het ook daar een gevel en ingang had. Daarna brandde het pand af en werd vervangen door een nieuw pand.
Galeries Lafayette in Lorient is de op één na grootste winkel van de stad met een verkoopoppervlakte van 2.500 m² verdeeld over vier verdiepingen. In 1997 werd de naam gewijzigd van Les Nouvelles Galeries in Galeries Lafayette. Sinds 2018 wordt dit filiaal als een franchisefiliaal geëxploiteerd door Hermione People & Brands.

### Galeries Lafayette Lyon
Vanaf 1919 heeft Galeries Lafayette een filiaal in Lyon. In dat jaar nam Galeries Lafayette de leiding over van warenhuis Grands Magasins des Cordeliers aan de Place des Cordeliers. In 1924 werd begonnen met grote herontwikkelings- en uitbreidingswerkzaamheden onder leiding van Georges Trévoux, architect van de stad Lyon en ontwerper van het project, en onder toezicht van Ferdinand Chanut, architect van Galeries Lafayette. Er werden twee verdiepingen toegevoegd - waardoor het geheel op zeven verdiepingen komt - en de gevels en daken werden opnieuw ontworpen om op verschillende niveaus lichtgevende koepels en terrassen te creëren. Deze terrassen moesten toegankelijk zijn voor het publiek en versierd zijn met groen, standbeelden en bassins, werken van Louis Bertola, Jean-Louis Chorel, Jean-Baptiste Larrivé en Marcel Renard. Op 8 maart 1925 werd de uitbreiding van het warenhuis ingehuldigd in aanwezigheid van Édouard Herriot, de burgemeester van Lyon, Justin Godart, minister van arbeid en Raoul Meyer, de directeur van het warenhuis. De uitbreiding naar boven gaf het gebouw de kwalificatie 'De eerste wolkenkrabber van Lyon'.
In 1975 opende Galeries Lafayette een filiaal in het nieuwe winkelcentrum La Part-Dieu en werd het warenhuis aan de Place des Cordeliers gesloten. Het warenhuis heeft met een oppervlakte van 22.000 m² de grootste winkel in het centrum. In 2015 werd het winkelcentrum verbouwd en vergroot.

### Galeries Lafayette Marseille - Centre Bourse
In 1977 werd in Marseille het eerste winkelcentrum in de binnenstad geopend; het Centre Bourse. Bij de opening had Les Nouvelles Galeries een filiaal in het winkelcentrum dat in 1991 werd omgedoopt tot Galeries Lafeyette. In 2014 werd het centrum ingrijpend gerenoveerd naar een ontwerp van de architectenbureaus Moatti & Rivière en Georges Raskin door de eigenaar Klépierre. Op 15 september 2016 vond de opening plaats van de vernieuwde winkel van Galeries Lafayette met een oppervlakte van 14.000 m². In juni 2014 opende het warenhuis een afdeling Lafayette Gourmet als eerste fase van de ombouw.

### Galeries Lafayette Marseille - Prado
In 2018 opende Galeries Lafayette een filiaal in het winkelcentrum Prado in Marseille. Galerie Lafayette gaf aan dat het gepland had de winkel aan de Rue Saint-Ferréol te verhuizen naar het winkelcentrum Le Prado. Dit door Klépierre ontwikkelde complex van 23.000 m² dat begin 2018 zou openen, zou het warenhuis een winkel met een oppervlakte van 9.400 bezetten. Op 29 maart 2018 werd het warenhuis op vier verdiepingen als boegbeeld wil het nieuwe centrum van Klépierre de rijke clientèle van het 8e arrondissement aantrekken.

### Galeries Lafayette Marseille - Rue Saint-Férréol (gesloten)
In Marseille had Galeries Lafayette een filiaal de Rue Saint-Férréol met een oppervlakte van 8.000 m² op zeven verdiepingen. Deze vestiging, die in 1925 werd geopend als een filiaal van Aux Dames de France, werd gesloten op 24 februari 2018 omdat een nieuw filiaal werd geopend in het winkelcentrum Prado.

### Galeries Lafayette Menton
Dit filiaal is gelegen aan de Rue de la Republique in Menton, in een gebouw dat deteert uit 1905. Het betreft een voormalig filiaal van Les Nouveles Galeries en daarvoor als Aux Dames des France. Deze vestiging wordt als franchisefiliaal geëxploiteerd door de Société de Ditribution Mentonnaise.

### Galeries Lafayette Metz
In 1967 opende dit filiaal in Metz onder de naam Les Nouvelles Galeries zijn deuren. De winkel met een sterke en eigentijdse architectuur had een oppervlakte van 10.579 m² en werd al snel een trekker in het centrum. In 2014 werden de monotome, grauwe betonnen gevels voorzien van een nieuwe buitenbekleding met grote glazen gevels en kreeg het pand een imposante rode luifel met een eigentijdse uitstraling naar een ontwerp van de architect Manuelle Gautrand. Met deze renovatie is werd ook het verkoopvloeroppervlak vergroot met meer dan 20 % tot bijna 13.000 m².

### Galeries Lafayette Montauban

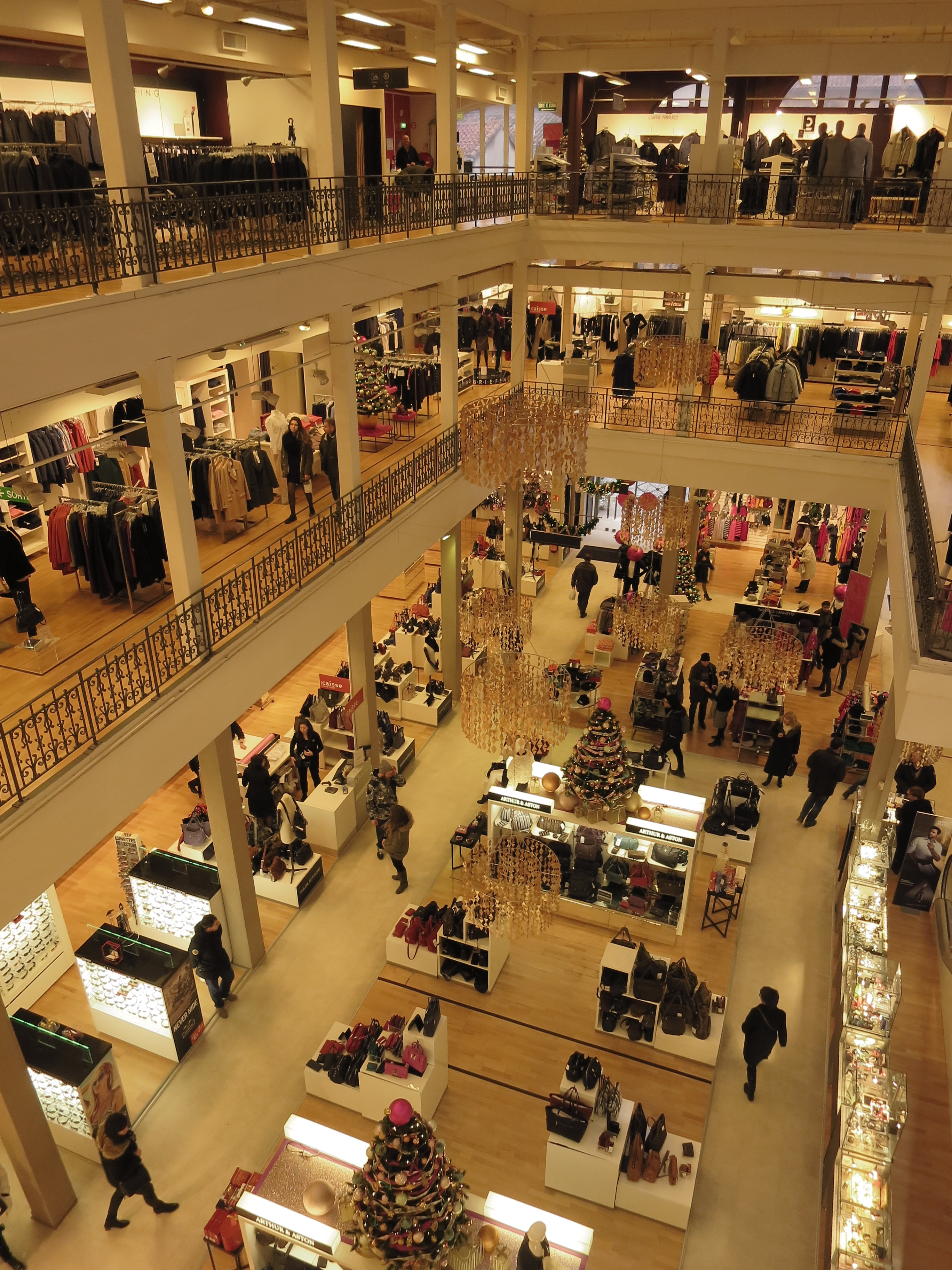
Galeries Lafayette - Montauban (2014)

In 1901 werd aan de Rue Bessières en de Rue Michelet in Montauban een gebouw opgericht voor een filiaal van het warenhuis Magasins Réunis, opgericht in Nancy in 1856 door Antoine Corbin. Het ontwerp van het pand is van de architecten Léon en Marcel Lamaizières. De gevel aan de Rue Bessières is waarschijnlijk echter ontworpen door Antonin Maurou, de stadsarchitect van Montauban. Deze gevel wordt gekenmerkt door drie asymmetrische delen op de bovenste verdieping. Het iets hogere centrale deel bestaat uit 3 halfronde ramen, waarvan de middelste de belangrijkste is. In het fronton is de naam van het warenhuis gemetseld in een lichte boog. De zijkanten hebben 2 traveeën, de andere slechts één, in verlaagde bogen. Hun pilasters zijn gemaakt van baksteen. Bepaalde kapitelen zijn versierd met onder meer de caduceus van Hermes, 2 hoenderachtigen en een haan en een kip die tegenover elkaar staan.
Sinds 1920 heeft het warenhuis verschillende namen gehad. Eerst Magasins Réunis, daarna Les Nouvelles Galeries en sinds 1999 Galeries Lafayette. Sinds 2018 wordt het filiaal als een franchisevestiging geëxploiteerd door Hermione People & Brands.

### Galeries Lafayette Montpellier

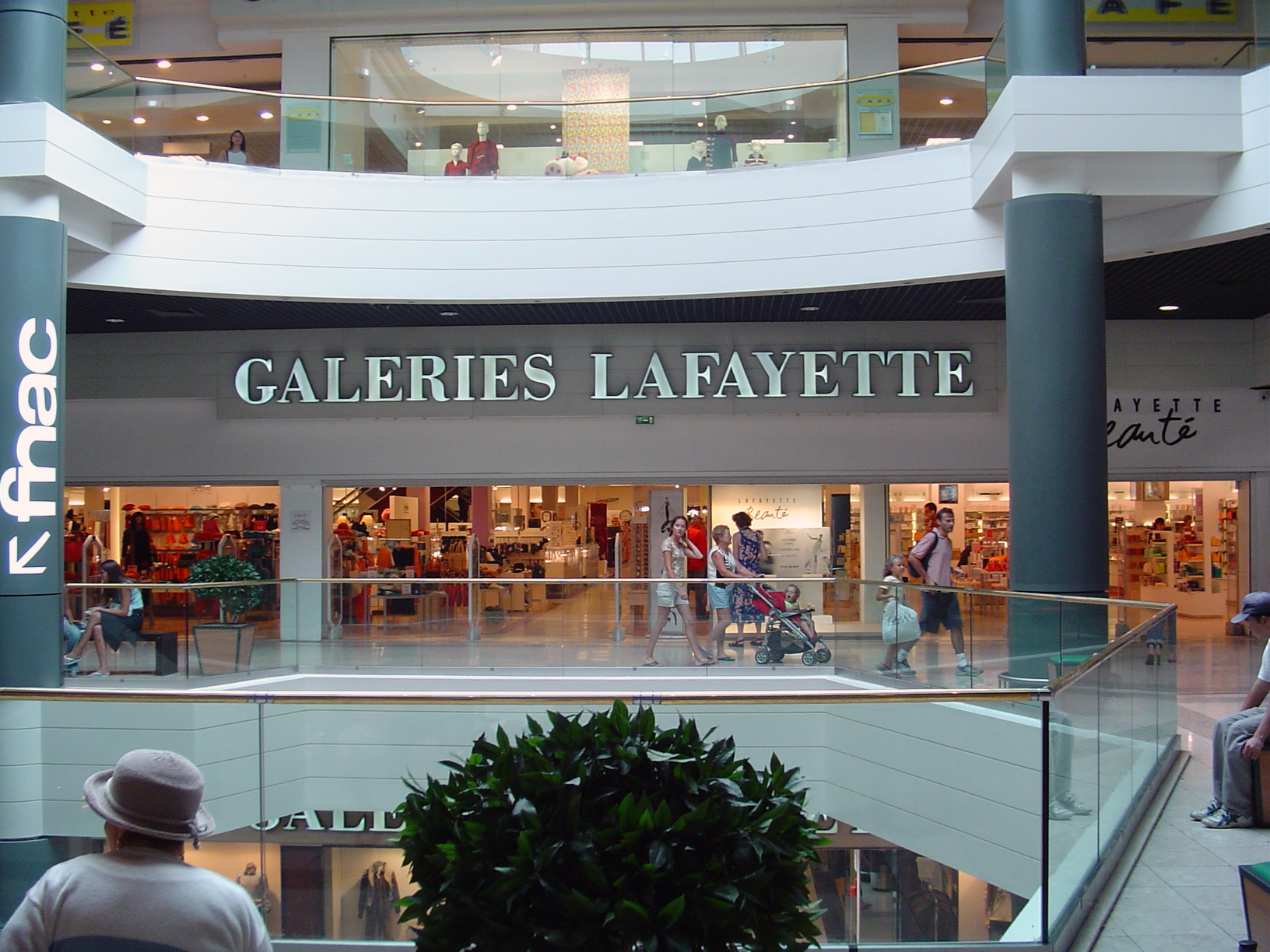
Galeries Lafayette in Montpellier

In Montpellier was oorspronkelijk een vestiging van Les Nouvelles Galeries aan de Place de la Comédie. In 1970 werd een nieuw winkelcentrum Le Polygone geopend waar het warenhuis vervolgens zijn intrek nam als een van de ankerhuurders. Het filiaal wordt sinds 2022 geëxploiteerd als een franchisefiliaal door Planet'Indigo en Socri Reim.

### Galeries Lafayette Nantes
In Nantes heeft Galeries Lafayette een filiaal aan de Rue de la Marne. Het filiaal was oorspronkelijk een warenhuis van Decré, dat in 1948 was herbouwd, nadat het vorige gebouw verwoest bwas bij een bombardement in 1943. In 1948 werd Decré herbouwd naar een ontwerp van de architecten Charles Friésé, Louis-Marie Charpentier et Victoire Durand-Gasselin. Het pand bestaat uit een ijzeren constructie met beton.  
In 1979 werd het warenhuis Decré overgenomen door Galeries Lafayette. In 1998 besloot Galeries Lafayette de naam Decré te behouden voor dit filiaal, omdat deze naam zo bekend was in Nantes. Het filiaal met een oppervlakte van 14.500 m² verdeeld over 4 verdiepingen, werd eind jaren 1990 gerenoveerd voor 60 miljoen Franse francs. In het gebouw werd ook een 2.000 m² groot filiaal van de Bazar de l'Hotel de Ville gerealiseerd. 

### Galeries Lafayette Nantes - Rue de Calvaire (gesloten)
In Nantes had Galeries Lafayette een tijd twee filialen. Het filiaal aan de Rue de Calvaire met een totale oppervlakte van 7.000 m², verdeeld over 7 verdiepingen werd gesloten in februari 2004.

### Galeries Lafayette Nice

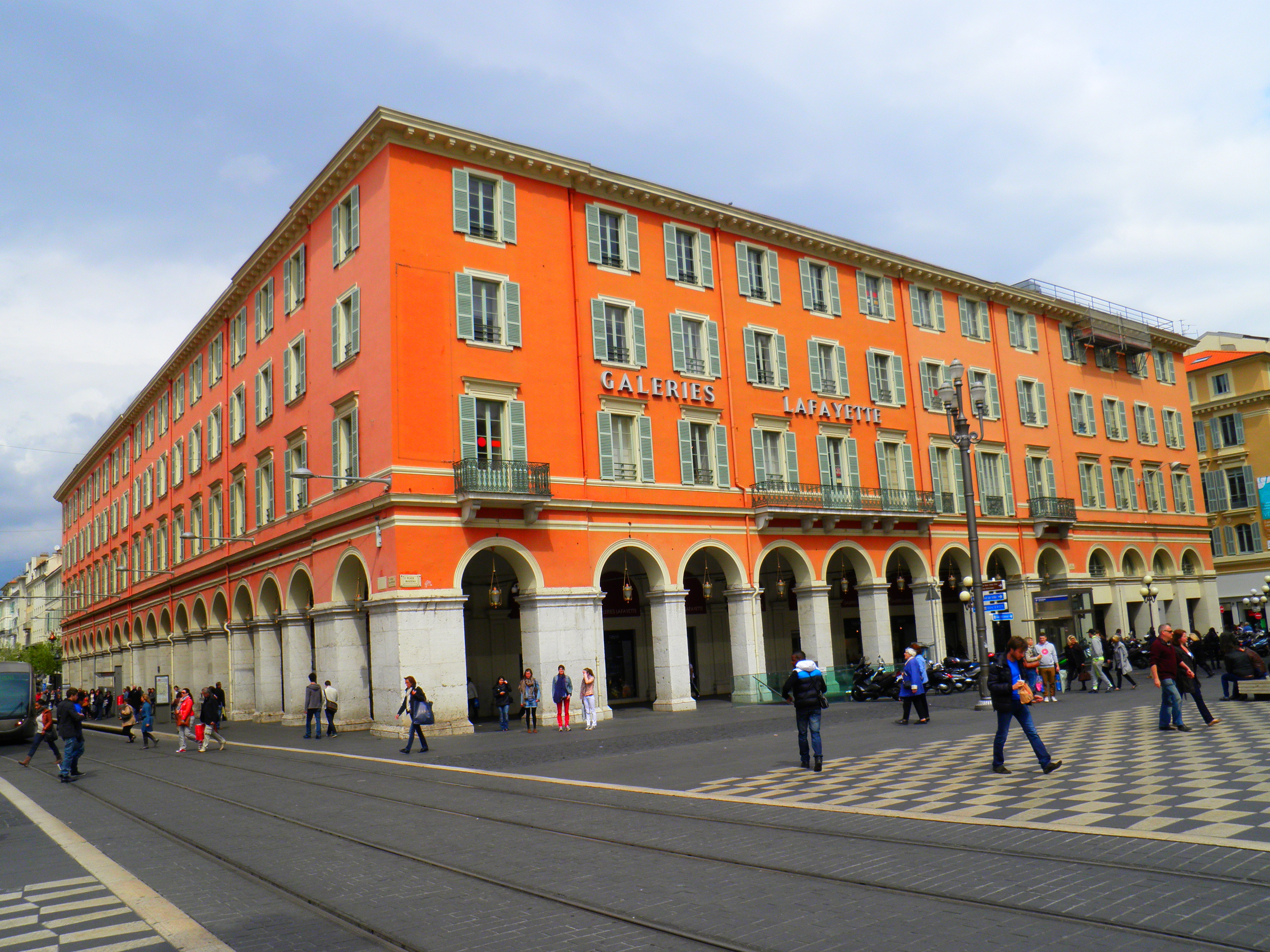
Galeries Lafayette in Nice

In 1916 werd aan de Place Masséna in Nice een filiaal van Galeries Lafayette geopend, het eerste filiaal in de provincie. Het gebouw maakt deel uit een architectuurplan voor de Place Masséna, dat was ontwikkeld door de stadsarchitect Giuseppe (Joseph) Vernier. Het architectuurplan werd goedgekeurd door de gemeenteraad in 1843 en tussen 1858 en 1863 werd het complex in een aantal fasen opgeleverd.
Van 1916 tot 1923 werden door Galeries Lafayette tal van wijzigingen aangebracht onder leiding van de architect Ferdinand Chanut. tal van wijzigingen aan het gebouw aanbrengen, waarbij de laatste de eerste vestiging vormt in de provincie vaandrig Galeries Lafayette. Tussen 1939 en 1940 werd de hoek van het gebouw tussen de Rue Sacha Guitry en de Rue Gioffredo gewijzigd, waarbij het dak werd verwijderd en het aantal traveeën werd veranderd. Daarnaast werd er uitgebreid aan de Rue Sacha Guitry, Deze werkzaamheden werden uitgevoerd onder leiding van de architect Guilgot.
Na 1966 hadden er geen grote renovaties plaatsgevonden tot rond de eeuwwisseling. Op 18 oktober 2002 vond de heropening plaats van de gerenoveerde vestiging van Galeries Lafayette. De renovatie van de vijf verdiepingen inclusief het souterrain had vier jaar geduurd. In de kelder is een Lafayette Gourmet gevestigd en op de vierde verdieping een restaurant van 250 m² met uitzicht op de Place Masséna en de zee.

### Galeries Lafayette Niort
In 1906 werd aan de Rue Victor het warenhuis Les Nouvelles Galeries ingehuldigd. In november 2006 werd het een filiaal van Galeries Lafayette, nadat Les Nouvelles Galeries eerder was overgenomen en het filiaal een facelift had ondergaan.
Sinds 2018 is het een franchisefiliaal dat geëxploiteerd wordt door Hermione People & Brands.

### Galeries Lafayette Orléans
In 1896 werd in de wijk Halles in Orléans de eerste "Galeries Orléanaises" gevestigd. Dit gebouw, waarvan de constructie dateert uit 1902, bevond zich aan de Rue Thiers 4 (en is anno 2023 de ingang van de Galeries Lafayette). In 1904 was de Galeries Orléanaises, die eigendom waren van de broers Joseph en Pierre-Auguste Paris, uitgegroeid tot vier winkels. de Rue Thiers 1 en 4 en Rue Ducerceau 3 en 4. Het was de grootste winkel in de regio die, naast een uitgebreid assortiment, een thuisbezorgservice hadden voor zijn klanten tot 30 km rond Orléans. Het assortiment omvatte huishoudelijke artikelen, kousen, lingerie, modeartikelen, speelgoed, maar geen levensmiddelen. Het warenhuis had een lift, die bediend werd door een piccolo met witte handschoenen, om de klanten naar de verschillende verdiepingen te brengen. De winkels aan de Rue Thiers 4 en de Rue Ducerceau 3 werden in 1940 gedeeltelijk verwoest in 1940 en werden weer herbouwd in 1953. Later werden het filialen van de "Les Nouvelles Galeries", dat vervolgens overgenomen door de Groupe Galeries Lafayette. De winkels aan de Rue Ducerceau 4 werd gesloten en de winkel aan de Rue Ducerceau 3 werd een dependance voor de verkoop van meubels en beddengoed. Daarna, tot het begin van de jaren 2000, huisvestte het pand de sportafdeling van Galeries Lafayette. Het warenhuis, dat als franchisefiliaal wordt geëxploiteerd door de Société des Grands Magasins, heeft anno 2023 een oppervlakte van 10.669 m².

### Galeries Lafayette Pau

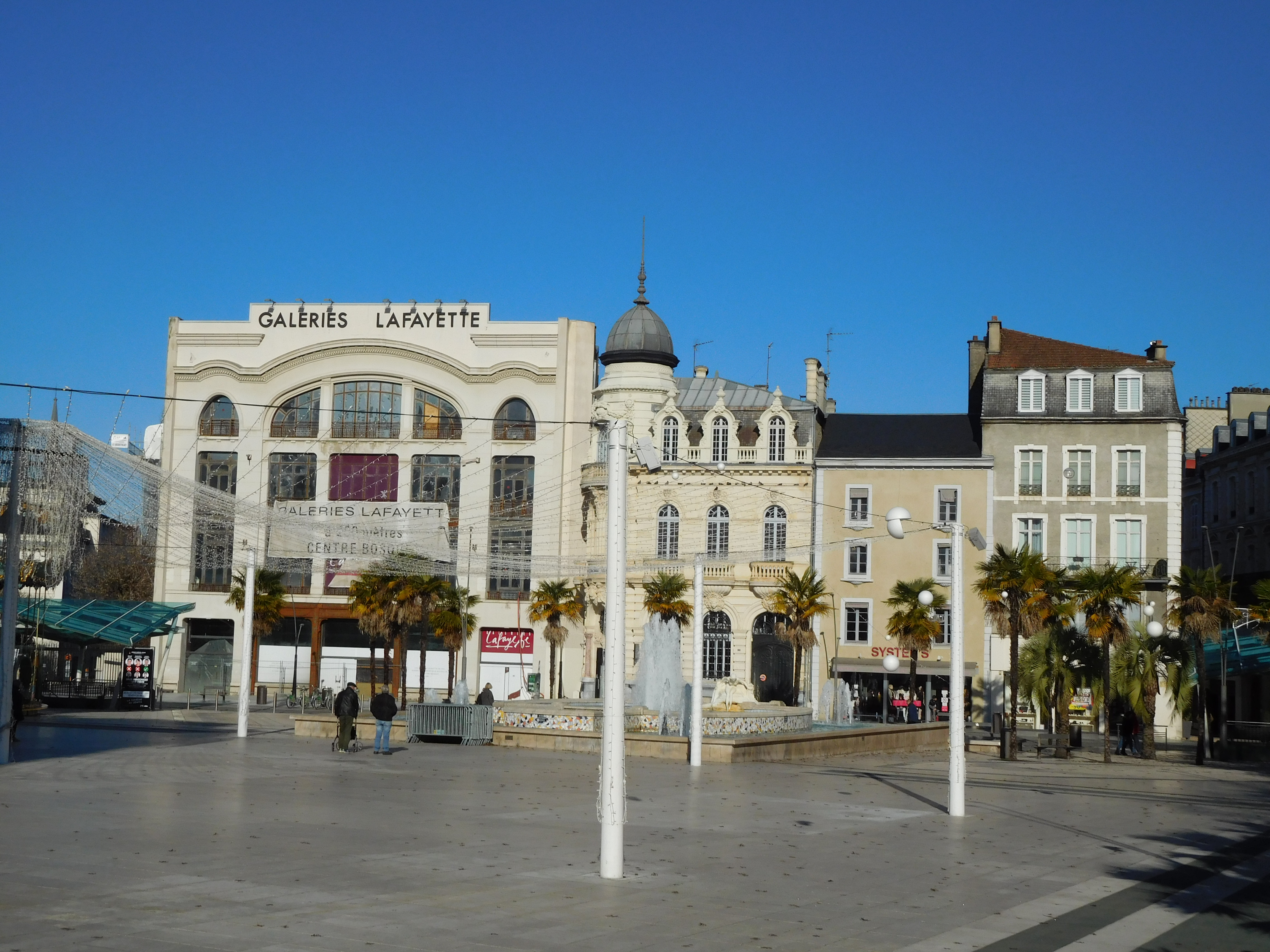
Galeries Lafayette - Pau

In 1869 vestigde Les Nouvelles Galeries zich aan de Rue du Maréchal-Joffre 2 als eerste warenhuis van de stad. Dit eerste gebouw, naar een ontwerp van de architect Lucien Cottet, bestaat nog steeds.
In 1907 verwierf het bedrijf een voormalig herenhuis dat was omgebouwd tot een hotel, met het oog op de sloop ervan. In 1908 werden de architecten Léon en Marcel Lamaizière uit Saint-Etienne gevraagd om een nieuw warenhuis te bouwen. Het werd een modern vormgegeven winkel, die gebouwd was rond een structuur in smeedijzer in Eiffel-stijl met een gevel in hardsteen in Art Nouveau-stijl. Het gebouw werd officieel ingehuldigd op 21 april 1910. De winkel werd gerund onder de naam Galeries Modernes.
Tussen 1929 en 1930 besloot het warenhuis om gelijktijdig met de herinrichting van de Place Clemenceau en de bouw van het Palais des Pyrénées de gevel te moderniseren. Hierbij werd de rijke Art Nouveau ornamentiek vervangen door een geven in Art Deco-stijl. In de jaren zestig ging de modernisering van de winkel verder met de installatie van een grote luifel boven de ingang en met de komst van de eerste roltrappen. De gevel werd bedekt met een glazen bekleding. De winkel kreeg toen de naam Les Nouvelles Galeries.
In 1983 werd de keten Les Nouvelles Galeries overgenomen door de groep Galeries Lafayette, maar deze vestiging behield niettemin zijn naam. In 1997 werd de gevel weer in zijn oorspronkelijke art-decostijl teruggebracht door de luifel en de glazen bekleding te verwijderen en werd een ingang gerealiseerd aan de Rue Serviez. Op 12 oktober 2006 werd het filiaal omgedoopt tot Galeries Lafayette.
In de nacht van 4 op 5 april 2016 werd het warenhuis getroffen door een grote brand. Het gebouw, dat grote schade had opgelopen, sloot zijn deuren en er werd een tijdelijke inkel ingericht in het winkelcentrum Bosquet, 200 meter verderop.
Het gebouw, dat in 2021 werd aangekocht door zakenman Michel Ohayon via zijn groep Financière immobilière Bordelaise, werd sindsdien gerenoveerd met een geplande heropening in 2022. Vanwege de financiële problemen van de nieuwe eigenaar en de buitensporige kosten voor de renovatie, kondigde de gemeente in 2022 aan het project over te nemen. Een maand later werd het pand gekocht voor € 750.0000.
De vestiging in Pau is sinds 2021 een franchisefiliaal dat wordt geëxploiteerd door Hermione People & Brands.

### Galeries Lafayette Perpignan

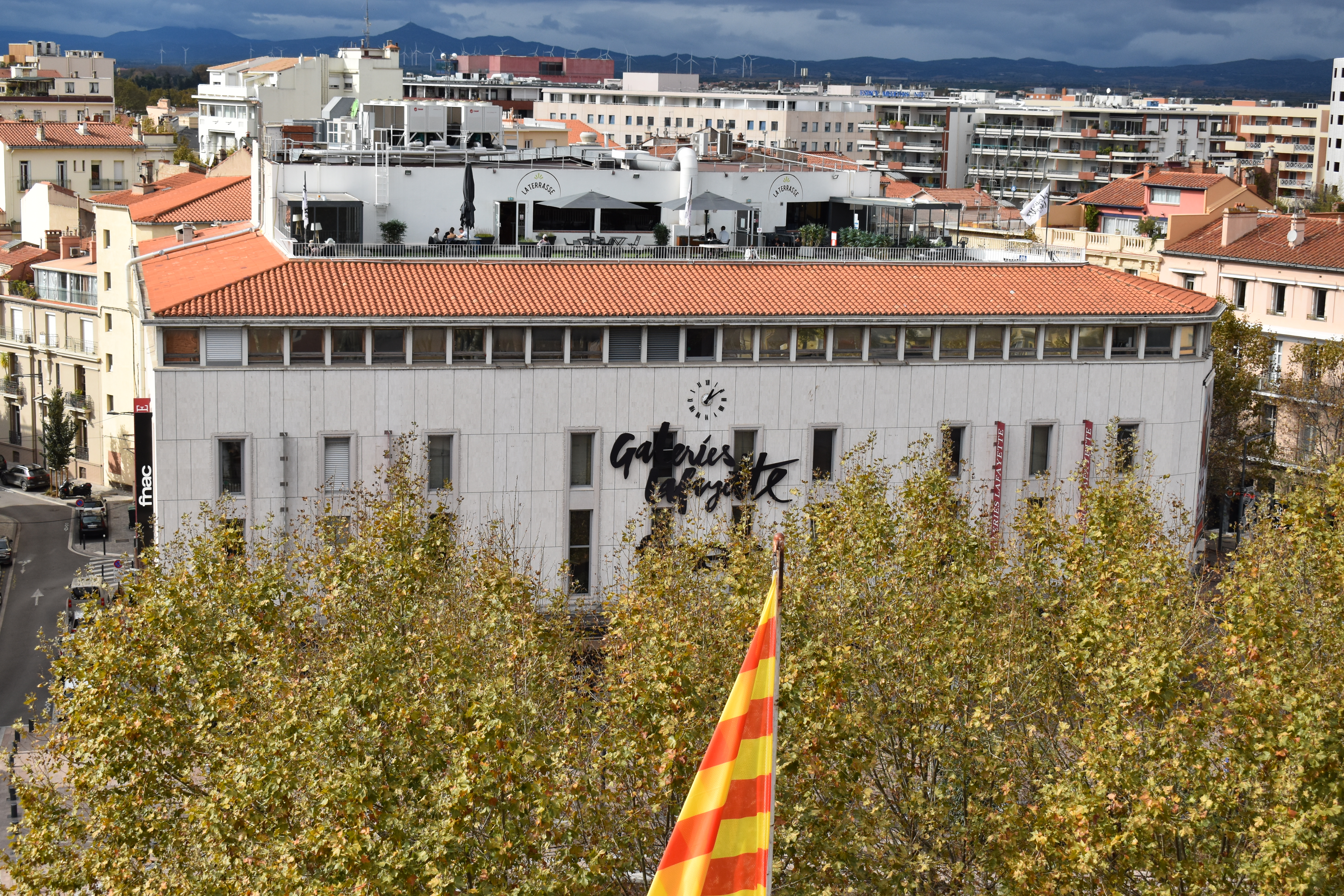
Galeries Lafayette - Perpignan

In Perpignan exploiteert de Groupe Barès-Claverie een franchisevestiging van Galeries Lafayette aan de Place de la Résistance. met een oppervlakte van 6.200 m². Claverie is sinds 1922 eigenaar en exploitant van het warenhuis in Perpignan, dat in 1922 werd geopend als Grand Bazar, voordat het in 1997 de naam Galeries Lafayette aan naam. Het warenhuis heeft altijd een belangrijke plaats ingenomen in de commerciële aantrekkingskracht van de stad Perpignan. In 2017 opende op het dak een dakterras met bars La Terrasse. Twee jaar later, in 2019 opende de FNAC een filiaal in het gebouw.

### Galeries Lafayette Reims

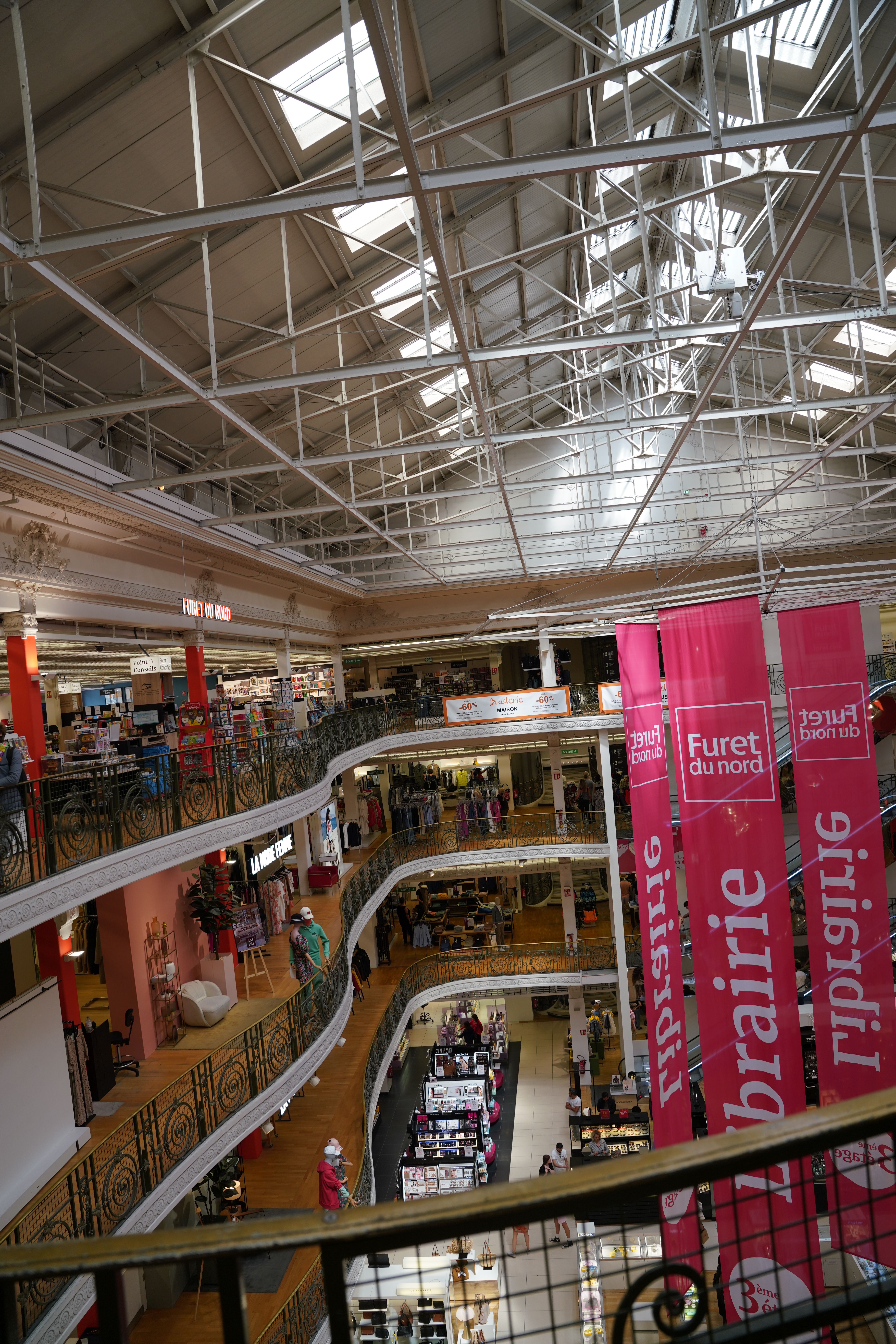
Galleries Lafayette in Reims

In Reims is een filiaal van het warenhuis aan de Rue de Vesle 35-44. Dit filiaal in Reims was oorspronkelijk een filiaal van de Grand Bazar met de hoofdingang aan de Rue de Vesle en een neveningang aan de Rue Henri-Jadart. Het filiaal werd verwoest tijdens de Eerste Wereldoorlog. De winkel werd herbouwd naar een ontwerp van Léon Lamaizières en in 1922 heropend als Nouvelles Galeries. In 1930 brandde het pand af en werd in 1933 herbouwd naar plannen van Emile Dufay-Lamy. In 1941 brandde het warenhuis opnieuw af en werd in 1961 verbouwd naar plannen van Dory en Guullard de Gallerbo.
Het fililaal wordt als franchisefiliaal geëxploiteerd door Société des Grands Magasins en heeft een oppervlakte van 12.891 m².

### Galeries Lafayette Rennes

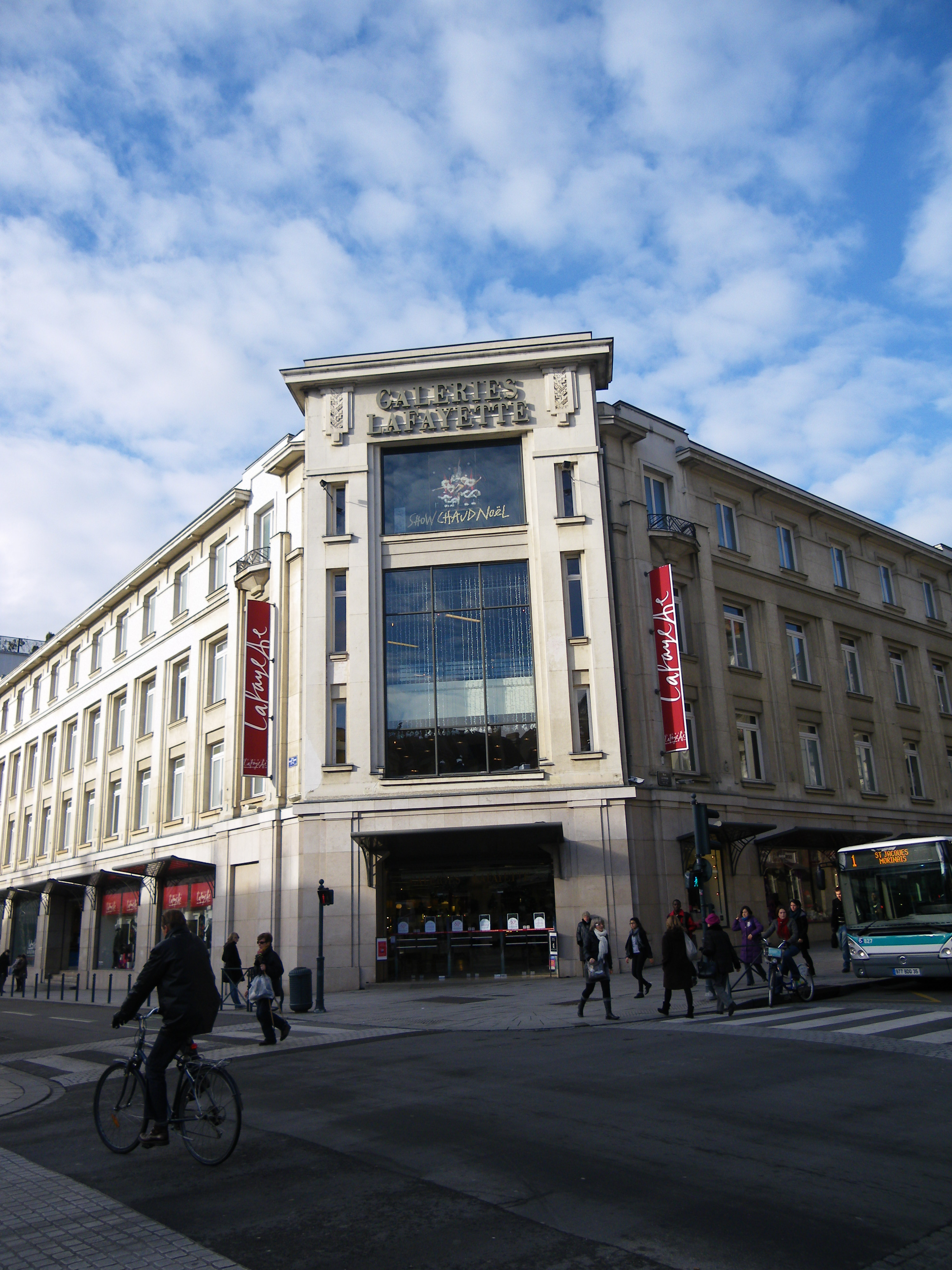
Galeries Lafayette - Rennes

Op de hoek van de Rue de Rohan en de Quai Duguay-Trouin opende op 23 oktober 1930 een filiaal van Les Nouvelles Galeries geopend. Het werd gebouwd door Paul Guillemot en was de grootste winkel in de stad Rennes qua commerciële ruimte, met een glazen dak dat begin jaren 1950 werd dichtgemaakt om verkoopruimte terug te krijgen en roltrappen te realiseren. In 1975 werd de winkel vergroot, waarbij de verkoopoppervlakte van 4.500 m² naar 6.000 m². In 1996 veranderde de naam Nouvelles Galeries in Galeries Lafayette. In 2001 werd er opnieuw verbouwd en nam de oppervlakte toe tot 7.000 m². Tijdens deze verbouwing werd ook de indeling en inrichting van de winkel herzien om deze in overeenstemming te brengen met het beeld van het vlaggenschip van Galeries Lafayette aan de boulevard Haussman in Parijs.
Dit filiaal is sinds de oprichting een franchisefiliaal dat wordt geëxploiteerd door Société Nouvelle de Galeries G.

### Galeries Lafayette Rosny-sous-Bois - Rosny 2
In 1973 werd het winkelcentrum Rosny2 geopend in Rosny-sous-Bois. Een van de ankerhuurders van het centrum was het warenhuis Bazar de l'Hôtel de Ville (BHV), met een verkoopvloer verdeeld over drie verdiepingen. In 2006 werden twee van de d rie verdiepingen overgenomen door Galeries Lafayette en bleef BHV actief op de kelderverdieping met een woonafdeling. De resterende winkel van BHV werd in 2010 gesloten. Het filiaal van Galeries Lafayette is sinds 2021 een franchisefiliaal en wordt geëxploiteerd door Hermione People & Brands. Op 14 maart 2025 werd bekend dat dit filiaal zal gaan sluiten vanwege de financiële problemen bij Hermione.

### Galeries Lafayette Rouen

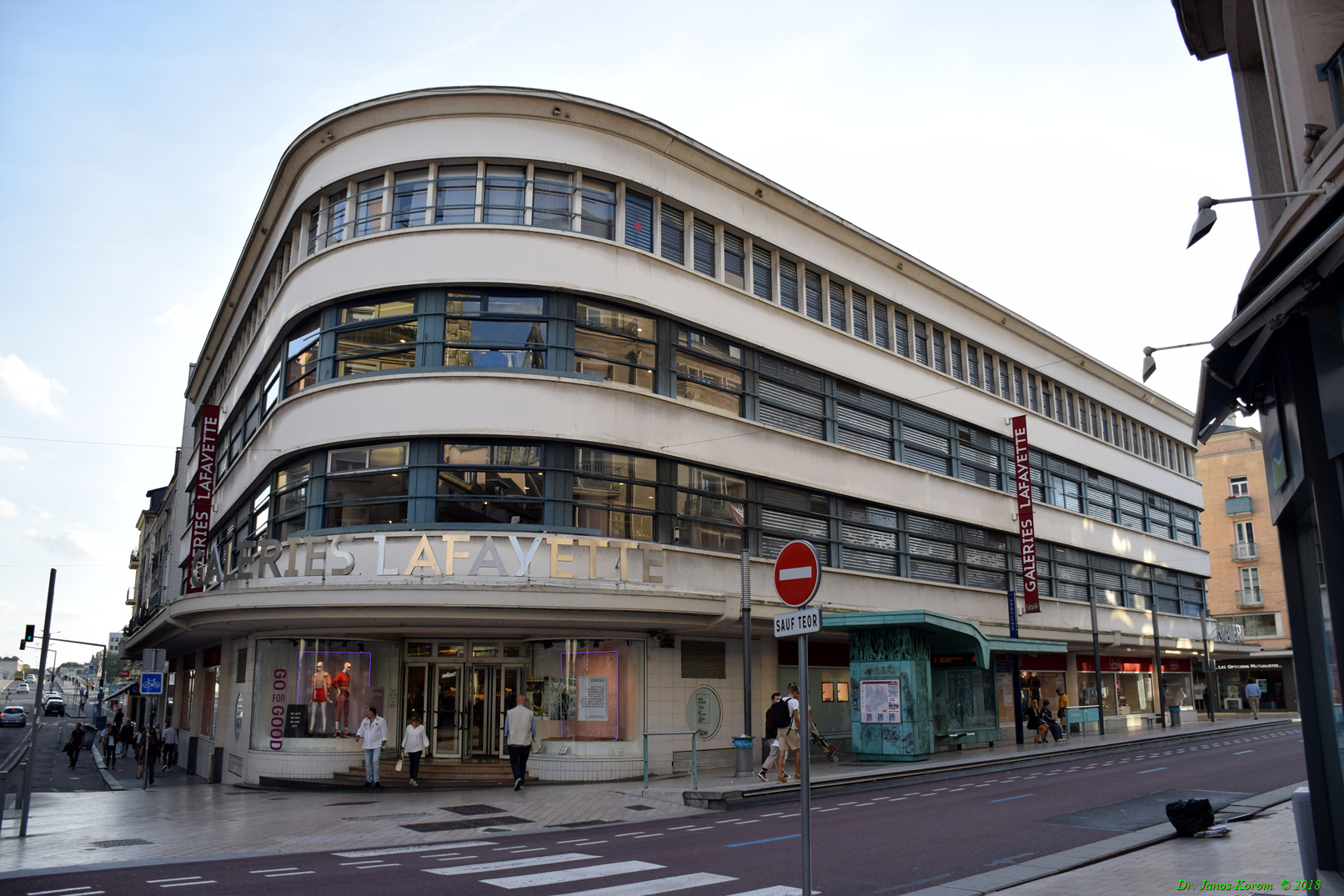
Galeries Lafayette in Rouen

Aan de Rue Grant Pont in Rouen opende in 1953 een filiaal van Les Nouvelles Galeries. Het pand was een ontwerp van de architecten Roger Bonnet, Georges Feray en André Robinne. Op het dak was restaurant Le Panoramic met een groot terras met uitzicht op de kathedraal. Sinds 2018 is het een franchisefiliaal dat wordt geëxploiteerd door Hermione People & Brands.

### Galeries Lafayette Saint-Laurent-du-Var - Cap 3000

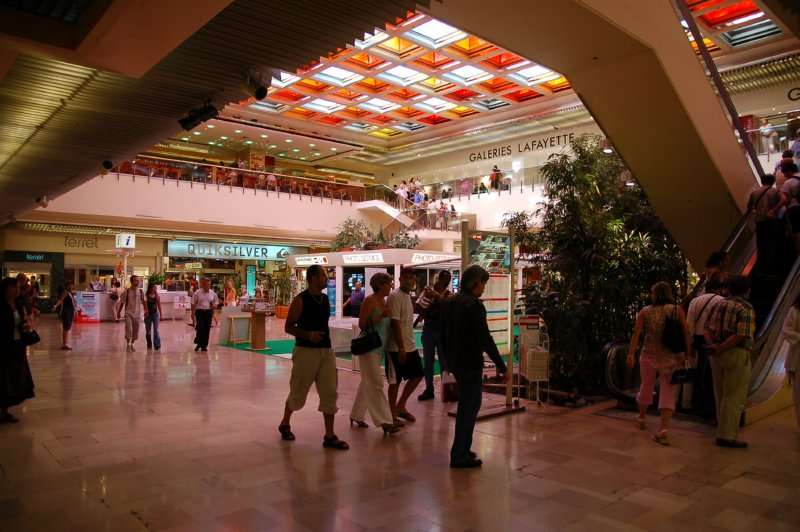
Galeries Lafayette in het winkelcentrum Cap 3000

Op 21 oktober 1969 werd aan de rand van Saint-Laurent-du-Var een nieuw soort winkelcentrum geopend; Cap 3000. Het voor zijn tijd futuristische complex was een primeur in Frankrijk en het winkelcentrum werd al snel een winkelbestemming aan de Côte d'Azur en zelfs daarbuiten. Aan het eind van de jaren 1960 wilde de zakenman Jean Demogé, voorzitter en CEO van de warenhuisketen Les Nouvelles Galeries een winkelcentrum naar Amerikaans voorbeeld bouwen, nadat hij het drassige landschap ontdekt had dat omringd werd door kassen en de luchthaven van Nice. Het winkelcentrum was gemodelleerd naar de Amerikaanse shopping malls, met een vijftigtal winkels over twee niveaus rondom het warenhuis. Naast kledingwinkels, een Super 3000-supermarkt, een tuincentrum, een autocentrum, een Drug 3000-drogisterij, huisvestte het complex een expresrestaurant en een bioscoop. In 1983 werd Les Nouvelles Galeries overgenomen door de Groupe Galeries Lafayette. In mei 2010 verkocht de groep Galeries Lafayette het winkelcentrum aan een consortium onder leiding van Altarea voor een bedrag van € 450 miljoen. De nieuwe koper wilde van Cap 3000 het voorbeeldcentrum maken van de agglomeratie Nice door het te ontwikkelen als een plek om te verblijven en te wonen.

### Galeries Lafayette Saintes
Dit filiaal is gelegen aan de Cours National in Saintes. Het pand huisvestte oorspronkelijk het warenhuis Maison Universelle en dateert van rond 1900. Later werd dit de Nouvelles Galeries. Anno 2023 is het een franchosefiliaal met een oppervlakte van 3.500 m². Het iwarenhuis wordt sinds 2018 geëxploiteerd door Hermione People & Brands.

### Galeries Lafayette Straatsburg

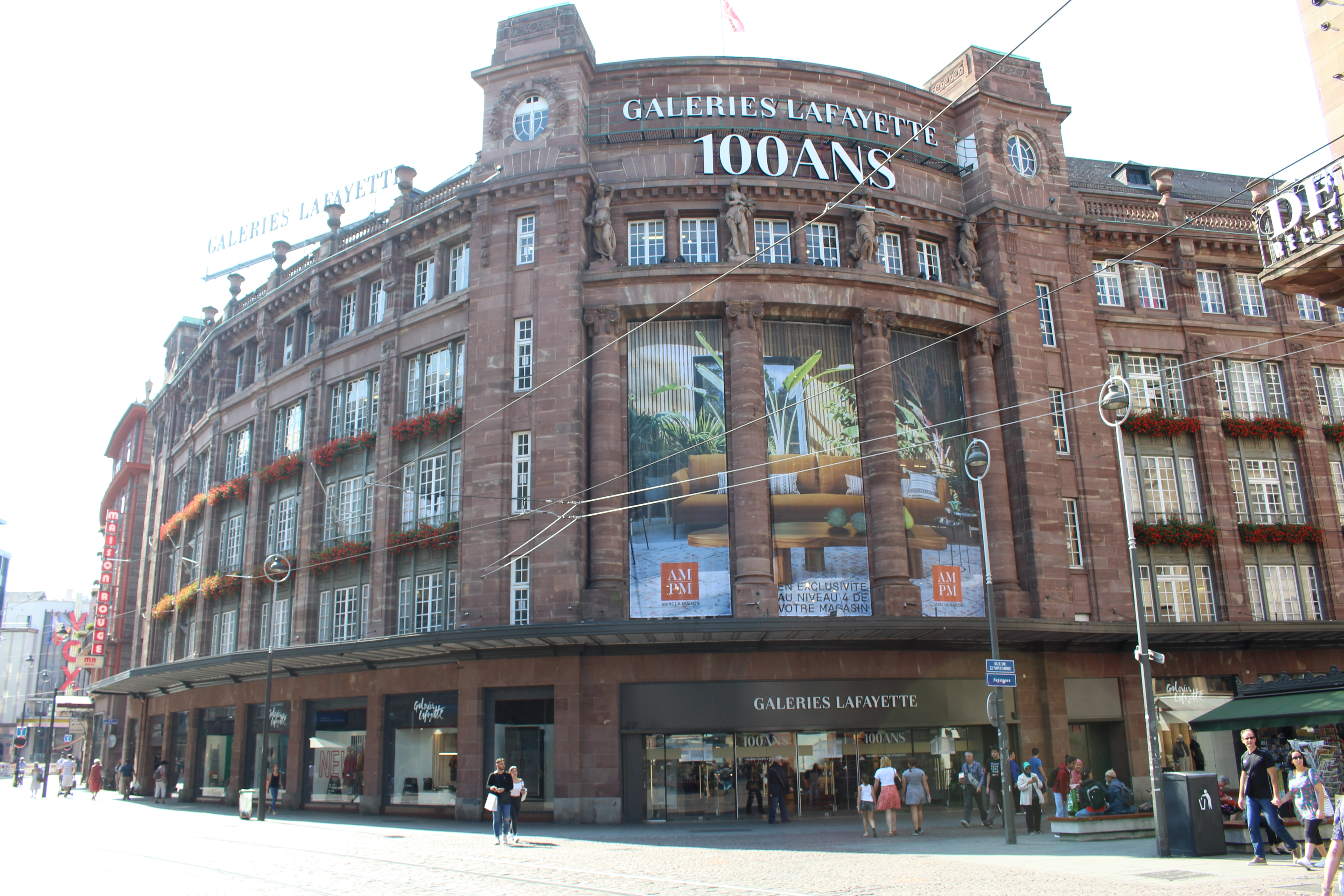
Galeries Lafayette - Straatsburg

Van 1912 tot 1914 werd aan de Rue de 22 Novembre in Straatsburg gebouwd aan het warenhuis Kaufhaus Modern naar een ontwerp van de architecten Jules Berninger en Gustave Krafft. De gevel in roze zandsteen was een mengeling van een Franse en een Germaanse stijl. Het was het eerste warenhuis in de Elzas en het gebouw in art nouveau-stijl maakte deel uit van de modernisering van het stadscentrum: de Grande Percée. Aan het begin van de Eerste Wereldoorlog was de winkel nog niet helemaal af en werden de werkzaamheden stopgezet. De winkel deed dient als opslag voor grote zakken meel. Uiteindelijk vond de inhuldiging plaats in 1919 waarbij de naam wijzigde van Kaufhaus Modern in Magasins Modernes.
Het warenhuis Magasins Modernes (Magmod) geopend, dat destijds onderdeel was het warenhuis Magasins Réunis. In 1920 werd het pand getroffen door een brand, maar vanaf 1924 floreerde het warenhuis onder de naam Magmod en opende zelfs een filiaal in Hagenau. In september 1939 werd de stad ontruimd en werd het warenhuis in beslag genomen en werd toegewezen aan Union. In 1945 kreeg het warenhuis zijn identiteit terug. In 1952 werden roltrappen geïnstalleerd. In 1969 vierde het warenhuis met destijds 10.000 m² oppervlakte en 650 medewerkers zijn 50 jarig bestaan. In 1982 wijzigde de naam in Les Nouvelles Galeries. In 2000 werd de vestiging omgenaamd naar Galeries Lafayette. In 2008 was deze vestiging met een oppervlakte van 12.500 m² de grootste buiten Parijs.

### Galeries Lafayette Tarbes
Aan de Rue Maréchal Foch (voorheen Rue des Grands Fossés) In Tarbes is een filiaal van Galeries Lafayette met een oppervlakte van 4.500 m². Het is een voormalig filiaal van Les Nouvelles Galeries, dat in 1992 werd overgenomen door Galeries Lafayette. Deze vestiging wordt sinds 2018 geëxploiteerd als ene franchisefiliaal door Hermione People & Brands.

### Galeries Lafayette Thiais - Belle Epine (gesloten)
Galeries Lafayette had al een filiaal in Thiais, toen het in 1971 verhuisde naar winkelcentrum Belle Epine en verwierf een van de grootste commerciële ruimtes in het centrum met uitgangen die rechtstreeks naar de parkeerplaats leiden. Het winkelcentrum Belle Epine in Thiais is een van de oudste en grootste winkelcentra in Île-de-France. Bij de opening van het centrum in 1971 was Galeries Lafayette, naast de Bazar de l'Hôtel de Ville een van de ankerhuurders. De komst van warenhuizen in winkelcentra was relatief nieuw voor die tijd en geïnspireerd op het Amerikaanse model voor winkelcentra. Het filiaal hield stand in het winkelcentrum tot 1985.
Het warenhuis Bazar de l'Hotel de Ville, een andere warenhuisketen van de Groupe Galeries Lafayette, werd in 2006 gesloten, waarna deze ruimte werd ingenomen door Galeries Lafayette. In de jaren daarna werden daar nieuwe diensten opgezet, zoals "click and collect", die het mogelijk maakten om online te kopen alvorens een product in de winkel op te halen. In 2013 maakte Nicolas Houzé, de CEO van Galeries Lafayette dat een dozijn filialen problemen heeft met de winstgevendheid en dat men wilde proberen dit om te keren door het fysieke winkelen en het webwinkelen te combineren. In 2016 viel het doel voor dit filiaal omdat de maatregelen om de winstgevendheid te vergroten onvoldoende effect hadden.

### Galeries Lafayette Toulon

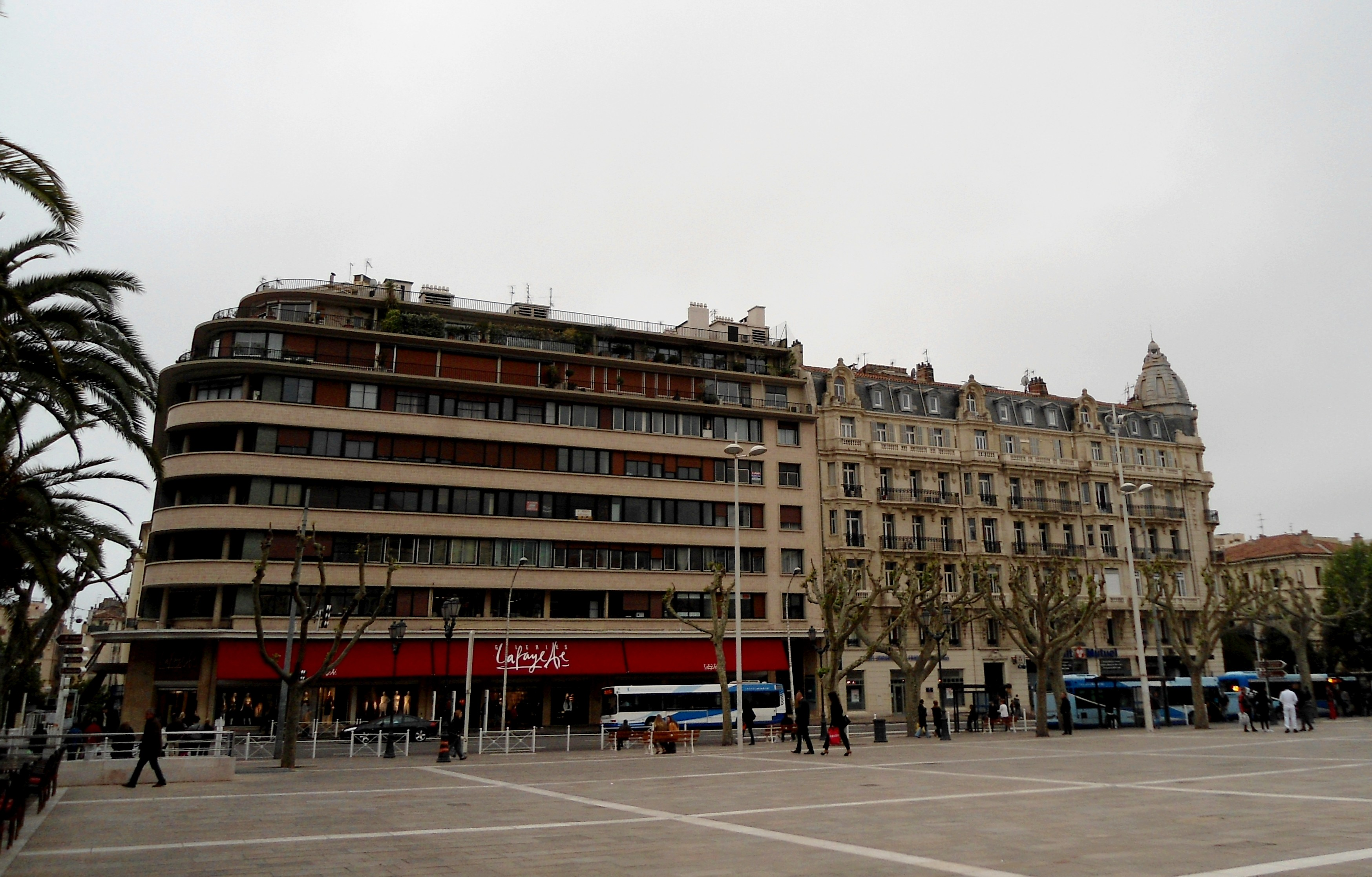
Galeries Lafayette - Toulon

Op de huidige locatie op de hoek van de Boulevard de Strasbourg en de Rue Henri Pastoureau in Toulon stond oorspronkelijk het maritieme ziekenhuis. Nadat dit verplaatst was, ontstond hier een gebouw in Haussmann-stijl voor Aux Dames de France, dat werd ingehuldigd op 1 oktober 2012. Het gebouw met drie verdiepingen was naar de hand van de architect Lamazière en werd op 11 maart 1944 tijdens de Tweede Wereldoorlog verwoest. Het grondstuk van 2.000 m² in het stadscentrum waarop het verwoeste warenhuis stond was eigendom van de Compagnie Paris-France. In het kader van de wederopbouw en met medewerking van de gemeente werden in 1950 vier Parijse architecten ingehuurd om de winkels op de parterre met woningen en kantoren op de verdiepingen te ontwerpen. In oktober 1951 werd het nieuwe warenhuis van Aux Dames de France geopend.
Het U-vormige ontwerp van het gebouw met zeven verdiepingen lijkt op de romp van een boot kijkend vanaf de Rue Bertelot. De hoek van Rue Henri Pastoureau is gebogen en de buiging wordt onderstreept door de open loggia's. De bovenste twee verdiepingen liggen iets terig en hebben terrassen die afgeschermd zijn met een metalen reling. Hoewel gevels in die tijd vaak wit en glad waren, werden ze hier bedekt met beige tegels en met marmerfineer op de parterre. Het pand is sinds 15 maart 2007 aangemerkt als Erfgoed van de 20e eeuw in PACA.
In 1983 kocht de groep Galeries Lafayette het bedrijf Paris-France en sloot zich zo aan bij de Dames de France, waarvan de naam in heel Frankrijk zou verdwijnen. Zo veranderde de winkel in Toulon rond 1985 zijn naam in Les Galeries Lafayette en gaat hij nog steeds door onder deze naam. Dit filiaal wordt sinds 2018 als een franchisefiliaal geëxploiteerd door Hermione People & Brands.

### Galeries Lafayette Toulouse

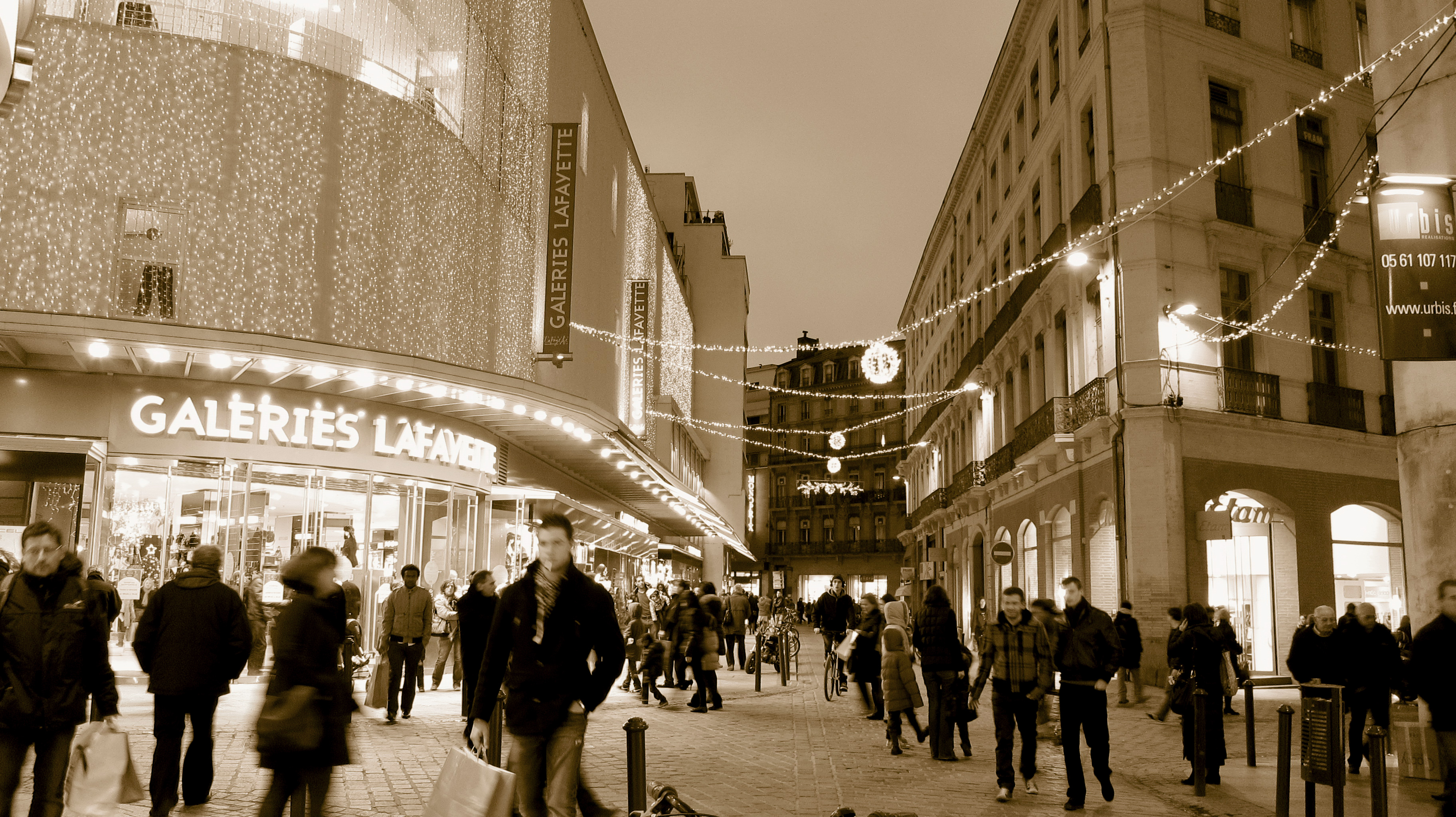
Galeries Lafayette in Toulouse (december 2011)

De winkel aan de Rue Lapeyrouse in Toulouse werd ingehuldigd in 1962 als warenhuis voor Les Nouvelles Galeries. Het gebouw naar een ontwerp van Antoine Dory is kenmerkend voor de architectuur van de jaren 60. Het pand heeft een oppervlakte van 15.400 m² verdeeld over 7 verdiepingen. Het pand heeft drie kelderverdiepingen waarvan één winkelverdieping en twee voor het magazijn.

### Galeries Lafayette Tours
In 1888 opende Arthur Duthoo een winkel onder de naam Grand Bazar aan de Rue Nationale 78 in Tours. In 1897 werd de winkel omgedoopt tot Nouvelles Galeries. In 1934 verhuisde de winkel naar de huidige locatie aan de Rue Nationale 77 op de hoek van de Place Jean Jaurès, een pand van 8.000 m² dat werd gebouwd in opdracht van de toenmalige eigenaar, Germaine Delaleu, vrouw van de zoon van Duthoo. Destijds was het de grootste winkel van Tours.
In 1995 werd de naam Nouvelles Galeries gewijzigd in Galeries Lafayette. In 2000 nam Galeries Lafayette de leiding van het warenhuis in Tours over van de familie Duthoo. In 2018 werd het warenhuis verkocht aan Hermione People & Brands en verder geëxploiteerd als een franchisefiliaal.

## Buitenlandse filialen

### Galeries Lafayette Beijing

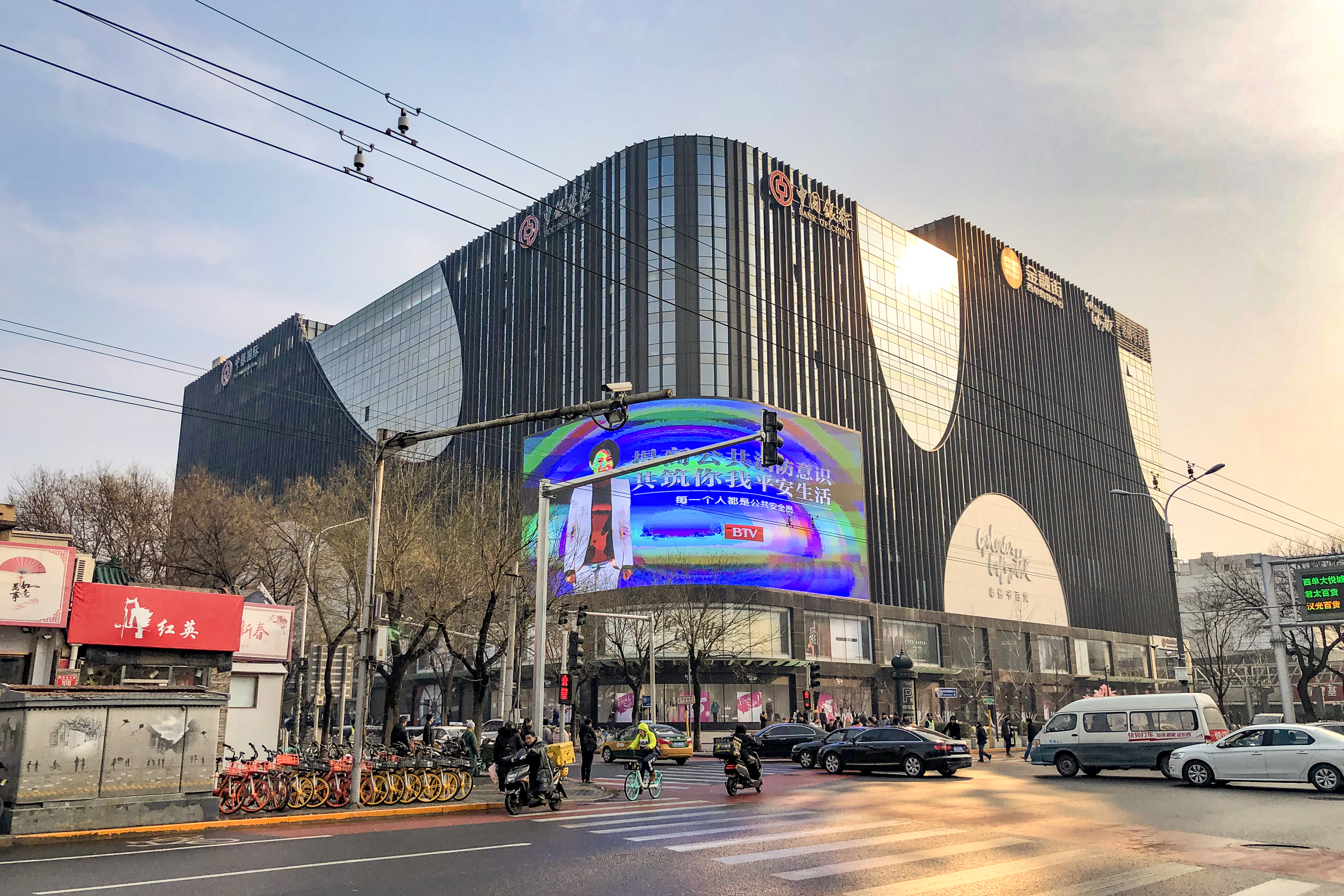
Galeries Lafayette in Beijing

In 1996 opende Galeries Lafayette een eerste maal een franchisewarenhuis aan Wangfujing Street in Peking. Dit was echter geen succes en werd na twee keer weer gesloten.
Op 28 september 2013 werd een nieuwe poging gedaan en werd in Peking een warenhuis met een oppervlakte van ruim 47.000 m² verdeeld over 6 verdiepingen geopend. Hiervoor werd Galeries Lafayette (China) Limited opgericht als een 50/50 joint venture tussen Galeries Lafayette en detailhandelsonderneming I.T. Ltd. uit Hong Kong. Het is gelegen op de kruising van Xi'dan North Avenue en Lingjing Hutong en is uitgegroeid tot het meest populaire en levendige winkelgebied van Peking.

### Galeries Lafayette Beirut (gepland, maar nooit geopend)
In Beirut in Libanon was eind jaren 1990, begin jaren 2000 een Galeries Lafayette gepland. De plannen werden on hold gezet en de franchisenemer opende in de plaats van in Libanon in Dubai.

### Galeries Lafayette Berlijn (gesloten)

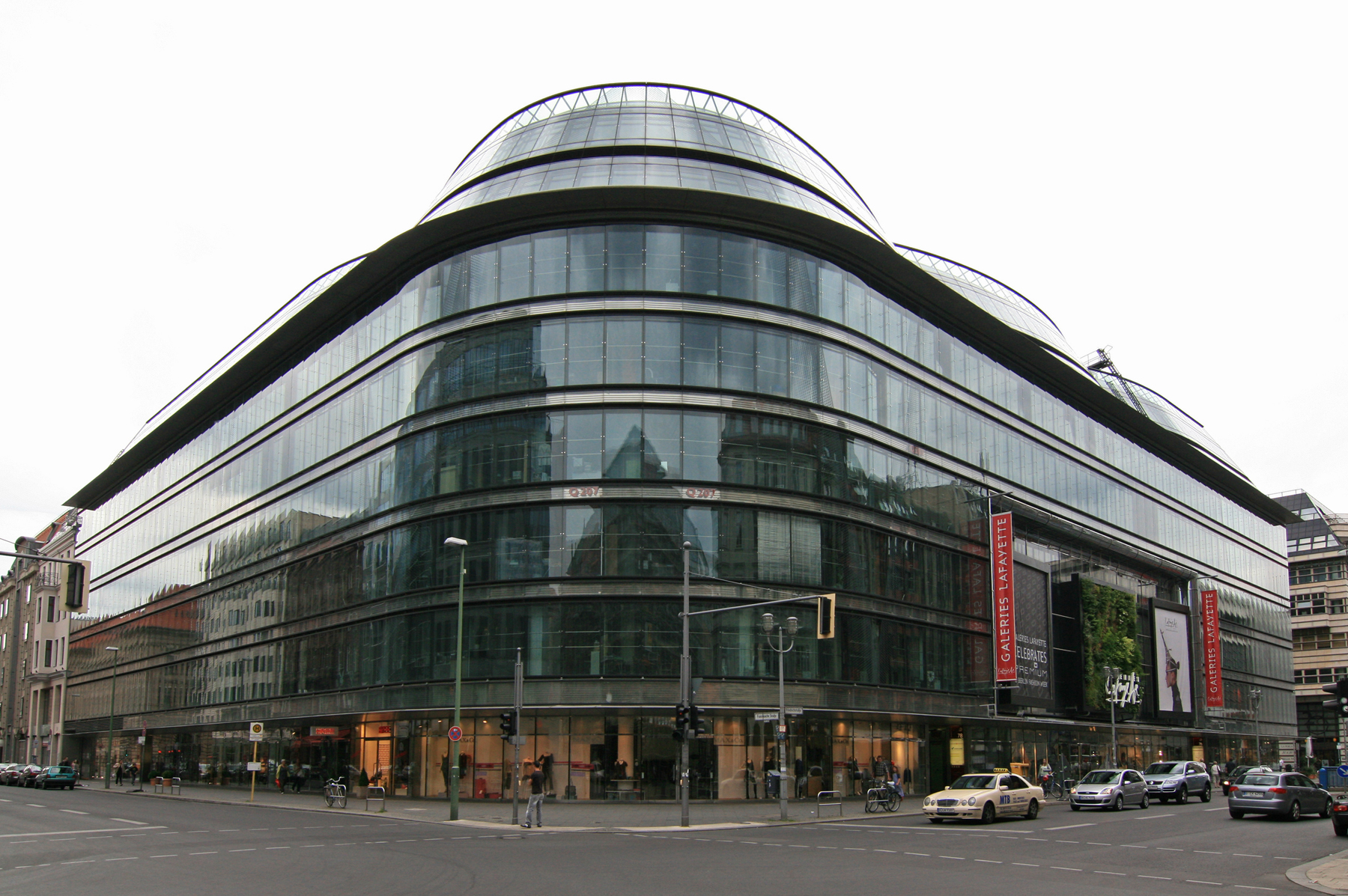
Galeries Lafayette Berlin

Galeries Lafayette Berlijn is een warenhuis aan de Friedrichstrasse in de wijk Mitte. Het gebouw van de Franse architect Jean Nouvel staat ook wel bekend als Quartier 207. Het warenhuis wordt geëxploiteerd door de Franse warenhuisketen Galeries Lafayette en wordt beschouwd als een van de belangrijkste gebouwen van de jaren negentig in Berlijn. Het pand werd voltooid in 1996.
Lange tijd werd de Friedrichstrasse gekenmerkt door oorlogsschade. In de jaren tachtig wilde de leiding van de DDR de Friedrichstrasse omvormen tot een prachtige socialistische boulevard. De bouwdirectie voor bijzondere projecten van de hoofdstad Berlijn, onder leiding van Erhardt Gißke, kreeg de opdracht voor de uitvoering. In 1980 ging Gißke met zijn staf naar Parijs om de gebouwen van Ricardo Bofill te bekijken. Zijn ontwerpen zouden model moeten staan voor het ontwerp van de Friedrichstadt passages. Met de val van de Berlijnse Muur in 1989 werden de bouwwerkzaamheden gestaakt. De Treuhandanstalt verdeelde het perceel Friedrichstadt-Passage in drie delen.
In het noordelijke blok van de Friedrichstadt-Passagen, op de hoek met de Französische Straße, werd Galeries Lafayette Berlin gebouwd maar een ontwerp van de Franse architect Jean Nouvel. Het gebouw met glazen gevels en een verticale tuin van de Parijse botanicus en tuinkunstenaar Patrick Blanc werd op 29 februari 1996 geopend. Galeries Lafayette was een van de eerste bedrijven die na de Duitse hereniging een warenhuis in het voormalige oostelijke deel van Berlijn. Het luxe assortiment wordt aangeboden op vijf verdiepingen op een verkoopoppervlakte van 8000 m². Op vier verdiepingen biedt de winkel internationale mode voor dames, heren en kinderen, accessoires, schoenen. In de kelder is Lafayette Gourmet, een gastronomische afdeling die voornamelijk Franse lekkernijen aanbiedt. Er is ook een serviesafdeling (arts de la table) en een Franse boekhandel.
In 2012 nam Allianz Real Estate het pand over van een Luxemburgse fondsmaatschappij. In 2022 werden Quartier 207 met het warenhuis en Quartier 205 en Quartier 206 verkocht aan de Amerikaanse vastgoedgroep Tishman Speyer. De nieuwe eigenaar heeft plannen voor een ingrijpende modernisering van de gebouwen.
Op 4 oktober 2023 werd bekend dat het Berlijnse filiaal eind 2024 zal sluiten wegens het veranderde winkellandschap. In april 2024 werd bekend dat de sluiting vervroegd werd naar 31 juli 2024. Hiermee gingen 190 arbeidsplaatsen verloren.

### Galeries Lafayette Casablanca (gesloten)

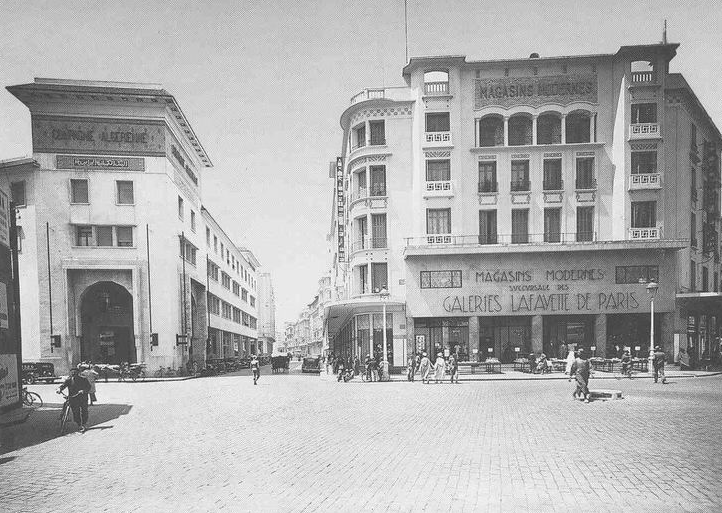
Galeries Lafayette in Casablanca

In de jaren 1920 opende Théophile Bader een warenhuisfiliaal van Galeries Lafayette aan de Place de France in Casablanca. In 1979 werd het filiaal gesloten nadat de overheid besloot het gebouw te slopen. Daarnaast had Galeries Lafayette filialen in Rabat, Tanger, Fez, Meknes en Marrakesh.
Op 5 december 2011 opende Galeries Lafayette een frnachisefililaal in de Morocco Mall in Casablanca met een oppervlakte van zo'n 10.000 m² op 3 niveaus. Het filiaal was opgenomen in het Guinness Book of Records voor de grootste gevel van 14 meter hoog die in een winkelcentrum is opgetrokken. De exploitatie van de vestiging was in handen van de Groupe Aksal, die ook een van de initiefnemers van het winkelcentrum is. Op 31 maart 2016, 4 jaar na de opening, werd het warenhuis weer gesloten. Volgens de winkelcentrumeigenaar werd het winkelcentrum geherpositioneerd en wilde zich richten op de minder high-end merken. Galerie Lafayette gaf als verklaring dat de omzetten tegenvielen.

### Galeries Lafayette Chongqing (gesloten)
In een 50-50 joint-venture met de Hopson Group opende Galeries Lafayette in 2023 een filiaal in de Chongqing 100 Mall, het grootste gebouw in Chongqing in China. Het warenhuis krijgt een oppervlakte van 4.500 m². De opening van het warenhuis vond plaats op 28 september 2023. Eind maart 2025 werd deze winkel alweer gesloten.

### Galeries Lafayette Doha
Na eerste verkenning in 2015 werd in 2017 een samenwerkingsovereenkomst getekend voor de opening van een Galeries Lafayette-filiaal in Doha, Qatar. Op 26 maart 2019 opende het franchisefiliaal in Doha.. Het gebouw met veel goud en pleisterwerk en een grote glazen koepel moet de sfeer van Parijs ademen. Het ontwerp voor het pand met een oppervlakte van 15.000 m², verdeeld over drie verdiepingen, is van de architecten Bruno Moinard en Claire Betaille. De exploitatie van deze vestiging is in handen van Ali Bin Ali (ABA) Holding. Bij de opening in 2019 beschikte het warenhuis over vier restaurants.

### Galeries Lafayette Dubai
Op 18 mei 2009 opende Galeries Lafayette een filiaal in de Dubai Mall, die ontwikkeld werd door Ermaar Properties. De winkel heeft een oppervlkate van bijna 18.000 m², waarmee het de grootste winkel is in de Verenigde Arabische Emiraten.

### Galeries Lafayette Guiyang (gepland, maar nooit geopend)
De opening van het warenhuisfiliaal werd aangekondigd voor eind 2022 in het winkelcentrum D.Place in het district Nanming in Guiyang in het zuidwesten van China Deze winkel heeft twee verdiepingen en een oppervlakte van 11.500 m². Het winkelcentrum zou oorspronkelijk gereed zijn in 2021, maar de realisatie liep vertraging op. In juni 2022 maakte Galeries Lafayette bekend een winkel te openen in Chongqing en werd de opening van het warenhuis in Guiyang geannuleerd.

### Galeries Lafayette India (gepland)
In India gaat Galeries Lafayette twee winkels openen in Mumbai en Delhi in samenwerking met Aditya Birla Group. De winkel in Mumbai bevindt zich in het district Fort in twee historische gebouwen, waarbij het interieur is ontworpen door Virgile & Partners. Deze winkel zal naar verwachting in 2024 worden geopend. De winkel in Delhi zal in 2025 worden geopend in de DLF Emporio.

### Galeries Lafayette Istanboel - Emaar Square (gesloten)
In 2012 sloot Galeries Lafayette een franchiseovereenkomst met DEMSA. Met een vertraging van bijna 2 jaar werd op 29 april 2017 het eerste Turkse filiaal van Galeries Lafayette in het Emaar Square winkelcentrum in Istanboel. Het warenhuis nam 10.000 m² over drie verdiepingen van het winkelcentrum in, dat in totaal 150.000 m² omvat. Het ontwerp van de winkel is een ontwerp van Plajer & Franz Studio uit Berlijn. Hoogtepunt van de winkel is een 20 meter breed atrium met een koepel van gepolijst stalen prisma's, die refereert aan de koepel van Galeries Lafayette in Parijs. De winkel werd eind 2021 gesloten.

### Galeries Lafayette Istanboel - Vadistanbul (gepland, maar nooit geopend)
In Istanboel was een tweede Turkse vestiging gepland in het Vadistanbul Shopping Centre. De winkel was gepland om open te gaan in 2019 en zou een oppervlakte hebben van meer dan 6.000 m². Het filiaal zou geëxploiteerd worden als een franchisefiliaal door de DEMSA Group, een Turkse detailhandelsonderneming. De winkel werd echter nooit geopend.

### Galeries Lafayette Jakarta
Begin jaren 1990 opende Galeries Lafayette voor de eerste maal in Indonesië. Dit was echter geen succes en net als veel andere warenhuisketens trok Lafayette zich terug. In juni 2013 werd een nieuwe poging gedaan met de opening van een warenhuis in de Pacific Place Mall in Jakarta. Het betreft een 50/50 joint venture tussen Galeries Lafayette en detailhandelsbedrijf I.T. uit Hong Kong. Het filiaal heeft een oppervlakte van 12.000 m² verdeeld over drie verdiepingen. De winkel is ontworpen door architectenbureau plajer & franz studio gbr.

### Galeries Lafayette Koeweit (gepland, maar nooit geopend)
Er was een filiaal van 7.500 m² gepland in de Assima Mall in Koeweit City. Dit filiaal zou geëxploiteerd worden door Ali Bin Ali, maar werd nooit geopend.

### Galeries Lafayette Londen (gesloten)
In 1920 opende Galeries Lafayette een vestiging aan Regent Street in Londen. Het filiaal werd in 1972 gesloten en in het pand is anno 2023 Hamleys gevestigd.

### Galeries Lafayette Luxemburg

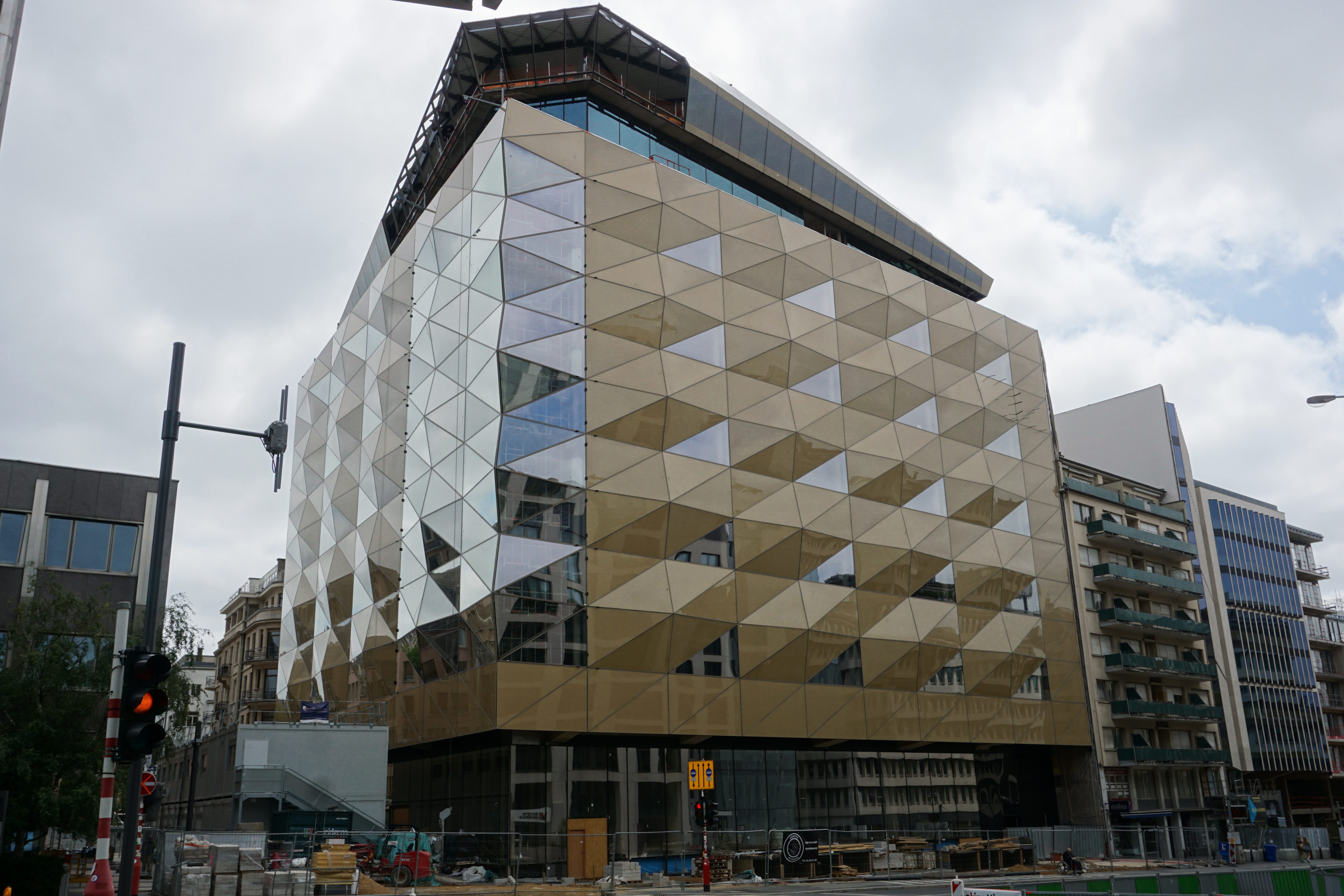
Gebouw van Galeries Lafayette Luxemburg (2019)

In 2015 maakte warenhuisketen INNO dat het in het voorjaar 2018 een nieuwe winkel zou openen in het in aanbouw zijnde Royal Hamilius-project in het centrum van Luxemburg. Het warenhuis met een oppervlakte van meer dan 9.000 m² verdeeld over zeven niveaus zou het eerste filiaal van INNO buiten België geweest zijn. In mei 2017 kondigde INNO aan zich uit het Royal Hamilius-project terug te trekken. In deze ruimte opende eind 2019 een filiaal van Galeries Lafayette. Het filiaal, dat tevens het eerste warenhuis in de stad is, nam 6.500 m² in verdeeld over zes verdiepingen. Het gebouw is een ontwerp van de architect Norman Foster.

### Galeries Lafayette Macau
In samenwerking met Forward Fashion Holdings opent Galeries Lafayette een vestiging in Macau. Het warenhuis met een oppervlakte van 4.200 m² komt in het vijf verdiepingen tellende winkelcentrum bij het in aanbouw zijnde Treasure Island Hotel. Oorspronkelijk stond de opening gepland voor oktober 2022, maar dit is vertraagd. Op 26 januari 2024 werd het filiaal geopend.

### Galeries Lafayette Martinique
Op het Franse eiland Martinique heeft Galeries Lafayette twee filialen. Eén filiaal is gelegen in het centrum van Fort-de-France. Het andere filiaal is gelegen in het winkelcentrum La Galleria in Le Lamentin.

### Galeries Lafayette Milaan (gepland)
In juni 2014 kondigde Galeries Lafayette aan dat het zijn eerste locatie in Italië zal openen. De groep heeft een overeenkomst bereikt met Westfield en Gruppo Stilo - twee toonaangevende internationale winkelspecialisten - voor de opening van hun eerste winkel van 18.000 m² in Milaan in het Westfield Milano, het naar verwachting grootste winkelcentrum van Italië.

### Galeries Lafayette Moskou (gesloten)
In 1992 opende Galeries Lafayette een filiaal van 800 m² in het winkelcentrum Gum aan het Rode Plein in Moskou. Het filiaal werd alweer snel gesloten. In 2013 doken geruchten op dat Galeries Lafayette op zoek was naar geschikte winkelruimte in Moskou om opnieuw een filiaal te openen. Dit werd echter ontkend door Galeries Lafayette.

### Galeries Lafayette New York (gesloten)
In september 1991 werd een filiaal met een oppervlakte van bijna 7.500 m² geopend in de Trump Tower in New York. Deze vestiging werd geen succes en sloot al na drie jaar zijn deuren.

### Galeries Lafayette Shanghai
In november 2019 opende Galerie Lafayette een warenhuis in Shanghai. De winkel die een oppervlakte beslaat van meer dan 25.000 m² op vijf verdiepingen bevindt zich in het oorspronkelijk als winkelcentrum geplande L+Mall in Lujiazui, Pudong, dat een nieuwe bestemming heeft gekregen. Het warenhuis heeft een groot atrium waar grote groene terrassen met planten naar een ontwerp van HMKM uit Londen zijn gerealiseerd. De terrassen zijn een effectieve manier om het enorme atrium van het voormalige winkelcentrum te verkleinen en een gevoel te geven van een luxe hotel. Het warenhuis wordt geëxploiteerd door Galeries Lafayette (China) Limited, een 50/50 joint venture tussen Galeries Lafayette en detailhandelsonderneming I.T. Ltd. uit Hong Kong.

### Galeries Lafayette Shenzhen

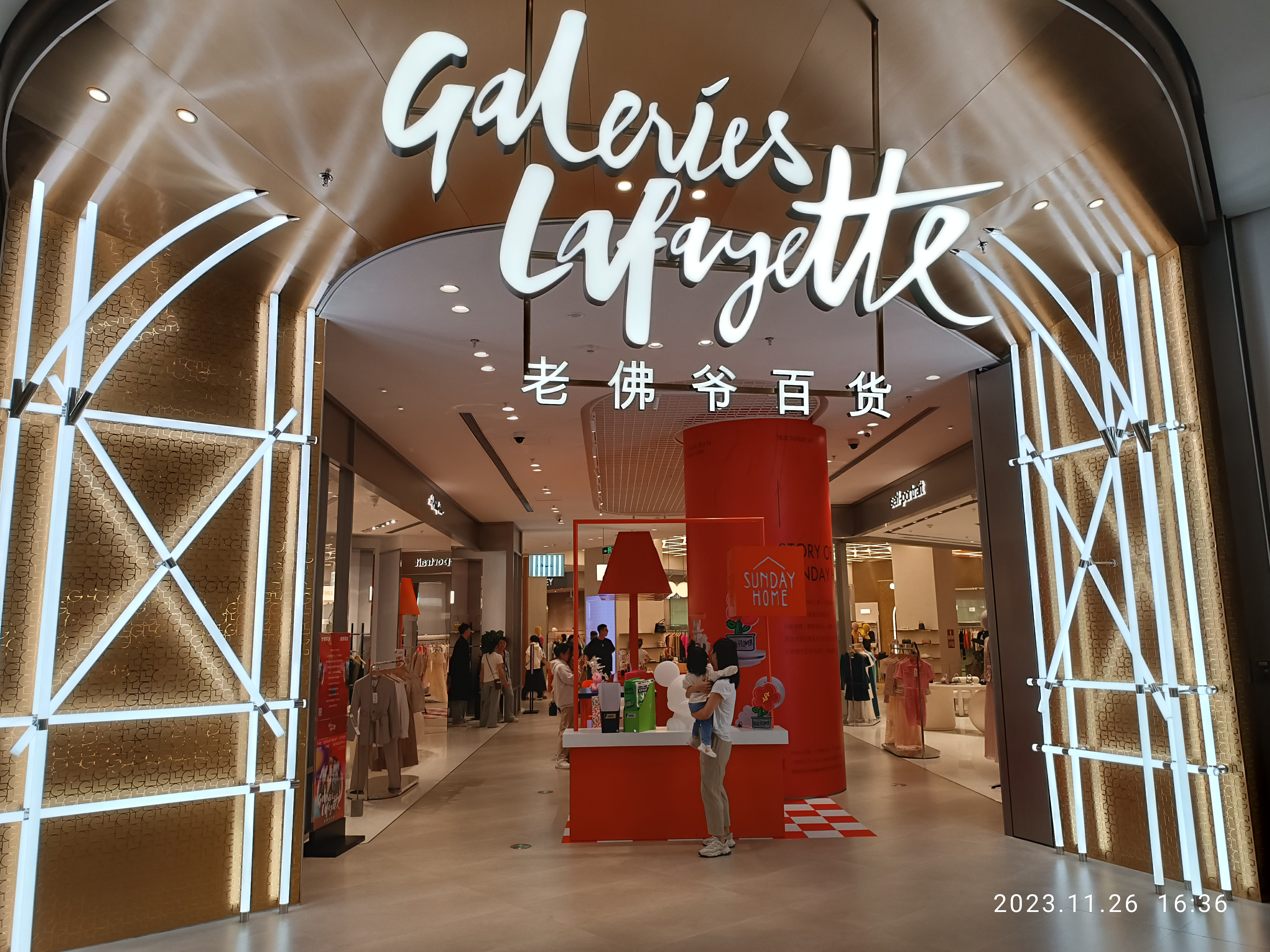
Galeries Lafayette in Shenzhen

Op 11 juli 2023 vond de officiële opening plaats in het Chinese Shenzhen, nadat de winkel al in mei openging voor het publiek. De winkel is gelegen in het winkelcentrum Upperhills en is 4.500 m² en heeft een Café Kitsuné. De winkel wordt geëxploiteerd in samenwerking met de Hopson Group.

### Galeries Lafayette Singapore (gesloten)
In december 1982 opende Galeries Lafayette een winkel van 5.574 m² aan Goldhill Square (later omgedoopt tot United Square). In mei 1986 werd de winkel aan Goldhill Square gesloten. Dit was geen verrassing omdat er al maanden geruchten waren over de sluiting, hoewel Lafayette interesse had getoond om zijn intrek te nemen in het Crown Prince Hotel of de ruimte die voorheen werd ingenomen door Mohan's in het Orchard Shopping Centre. De sluiting was van tijdelijke aard. Zo'n tien maanden na de sluiting van de Goldhill Square-winkel opende Galeries Lafayette een winkel van 4.460 m² in de Liat Towers aan Orchard Road en niet lang daarna, een kleinere outlet van 400 vierkante meter op Raffles Place. Hoewel de winkelmarkt verzadigd was, hield Galeries Lafayette het vol tot maart 1996.

### Galeries Lafayette Teheran (gepland, maar nooit geopend)
In mei 2017 werd bekend dat Galeries Lafayette een vestiging zou openen in de nieuwe Iran Mall in Teheran. Het filiaal zou open gaan begin 2018 en drie verdiepingen tellen.